# Colori e simboli della nazionale maschile di calcio dell'Italia

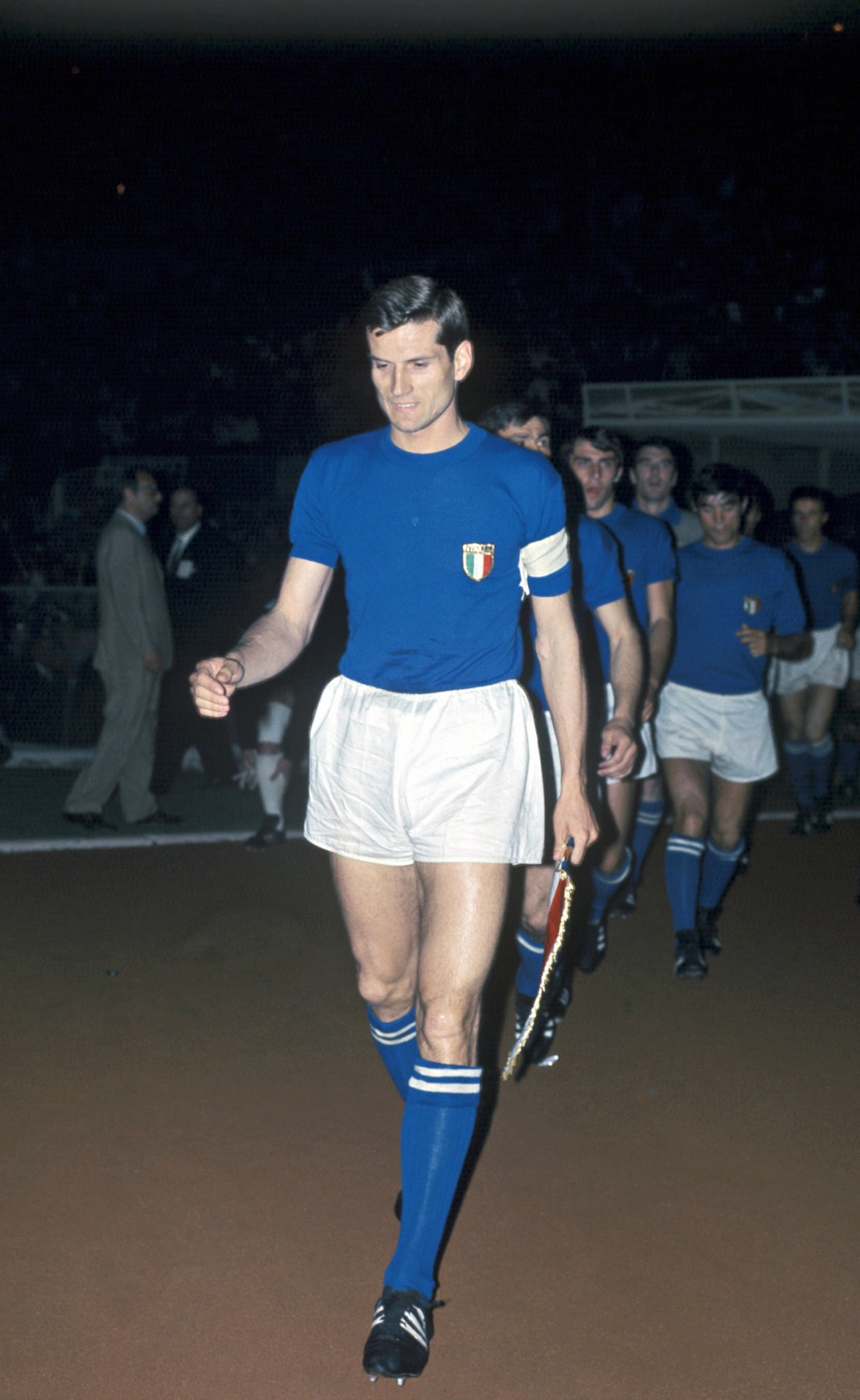
La classica divisa italiana: maglia azzurra, pantaloncini bianchi e calzettoni azzurri.

In questa pagina sono riportati i colori e simboli della nazionale A di calcio dell'Italia, rappresentativa calcistica dell'Italia, posta sotto l'egida della Federazione Italiana Giuoco Calcio.

## Colori
Il colore ufficiale della nazionale di calcio dell'Italia, in tutte le rappresentative maschili e femminili, è l'azzurro; nello specifico nella gradazione denominata azzurro Savoia, avente saturazione cromatica compresa fra il blu pavone e il pervinca, più chiaro del blu pavone.
Sulla scelta del colore azzurro, effettuata in occasione del terzo incontro ufficiale della nazionale, il 6 gennaio 1911 contro l'Ungheria, erano state fatte varie ipotesi: la prima, che fosse stato ripreso dai colori della nazionale francese (anche se questa indossa in realtà il blu e non l'azzurro); la seconda, che venisse dal colore dei mari (e del cielo) italiani; la terza, che si fosse casualmente scelto un colore alternativo al bianco a causa della forte nevicata avvenuta in mattinata e del clima nebbioso esistente a Milano in occasione della partita contro gli ungheresi (il bianco avrebbe infatti confuso i giocatori italiani con l'ambiente circostante). In realtà, le fonti storiche spiegano come l'azzurro sia stato scelto in onore di Casa Savoia, dinastia regnante all'epoca in Italia, in quanto rappresentava il colore del loro casato fin dal 1360: il blu Savoia, un azzurro molto intenso. Questo, a sua volta, era stato desunto dalla tinta del manto di Maria Vergine, tradizionalmente di colore azzurro, a cui la casata era devota. A riprova dell'origine monarchica della scelta, sul lato sinistro delle neonate maglie azzurre venne cucita la croce sabauda, ovvero una croce bianca in campo rosso. Il calcio fu la prima disciplina sportiva ad adottare la maglia azzurra quale simbolo di appartenenza all'Italia, che in seguito venne utilizzata da quasi tutte le rappresentative nazionali negli altri sport.

## Divisa

### Prima divisa
La prima divisa della nazionale di calcio dell'Italia, ovvero quella "casalinga", è tradizionalmente composta da una maglia azzurra, da pantaloncini bianchi e da calzettoni azzurri. La maglia è di colore azzurro dal 1911 (dal terzo incontro disputato), salvo qualche periodo in cui questo colore tendeva più al celeste. I pantaloncini sono bianchi, ma negli ultimi venti anni sono stati utilizzati spesso di colore azzurro a formare una divisa a tinta unita; nel kit in uso dal 2020 vengono spesso indossati calzoncini di colore blu navy, mentre in passato sono stati usati anche di colore nero o marrone. I calzettoni infine sono azzurri dal 1960, poiché in precedenza erano neri.

#### Storia

##### I primi decenni

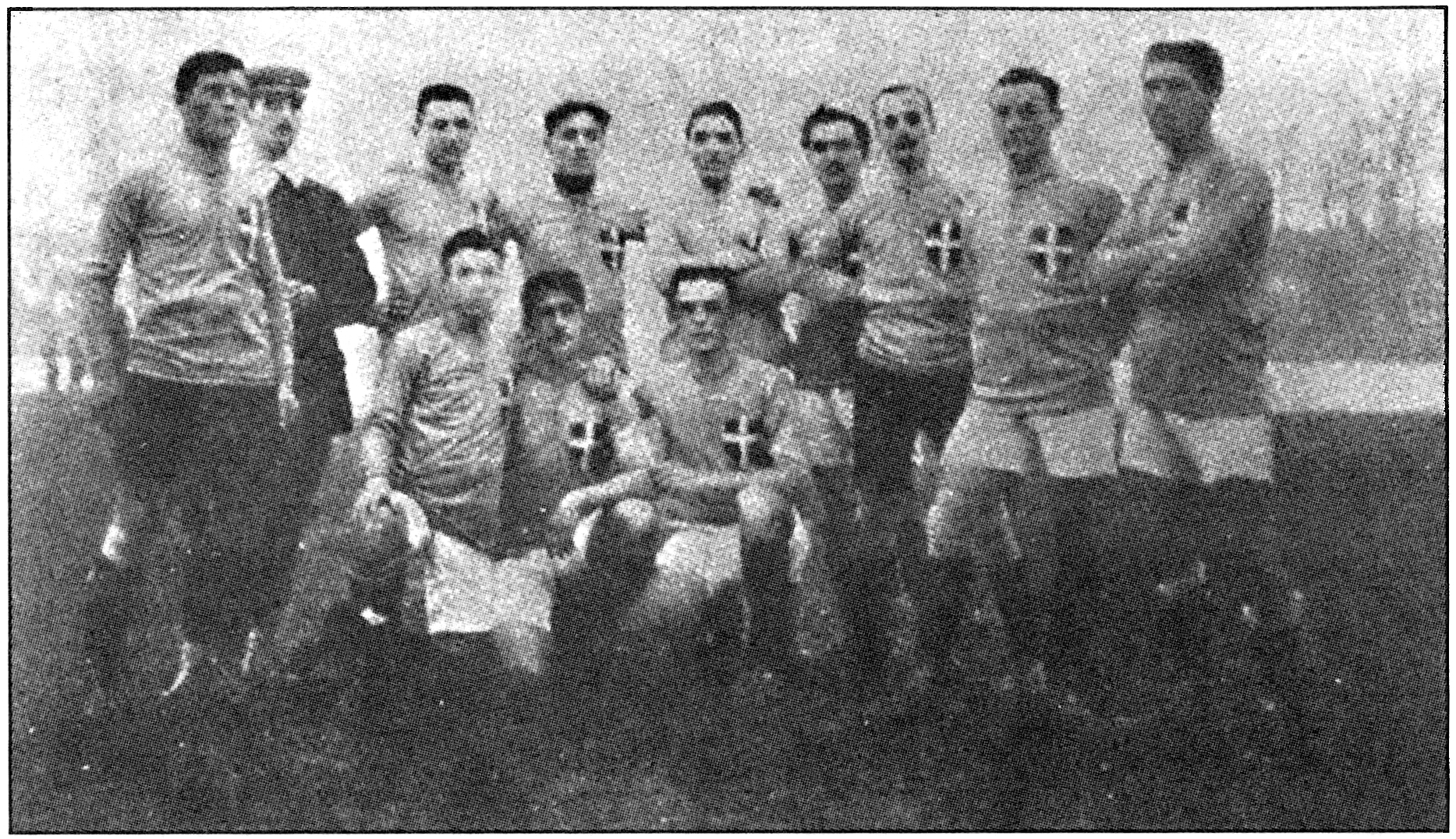
Nel 1911 la nazionale indossa per la prima volta la maglia azzurra.

Per il primo incontro ufficiale della nazionale di calcio dell'Italia, il 15 maggio 1910 contro la Francia, la divisa della squadra fu completamente bianca con polsini e collo inamidati e nastro tricolore appuntato sopra. Una leggenda vuole che, nel momento di decidere la prima tenuta di gioco, si fosse voluto far indossare alla rappresentativa nazionale la maglia bianca in onore del club italiano più forte del momento, la Pro Vercelli; in realtà, le fonti storiche riportano che in vista dell'esordio assoluto della nazionale non si fosse ancora raggiunto l'accordo sulla divisa ufficiale, e dunque si decise di non colorarla, lasciandola di un colore neutro, il bianco o che ragioni economiche dettarono tale scelta, poiché un completo interamente bianco costava meno di una divisa colorata. La stessa divisa fu riproposta anche nel secondo incontro ufficiale.
Nel terzo incontro ufficiale invece, il 6 gennaio 1911, comparve per la prima volta l'azzurro. La divisa era formata da un colletto a polo, con pantaloncini bianchi e calzettoni neri con striscia orizzontale. Infine, sul lato sinistro delle neonate maglie azzurre venne cucito come lo stemma la croce sabauda. 
La maglia del 1911 venne indossata fino al 1927, con alcune variazioni cromatiche del colore azzurro nel tempo, e modifiche soprattutto nei calzettoni (neri con una fascia a volte bianca e a volte azzurra, posizionata più o meno vicino al bordo del calzettone) e nei pantaloncini (già nel 1912 gli Azzurri indossarono un pantaloncino completamente nero).

##### Il periodo fascista

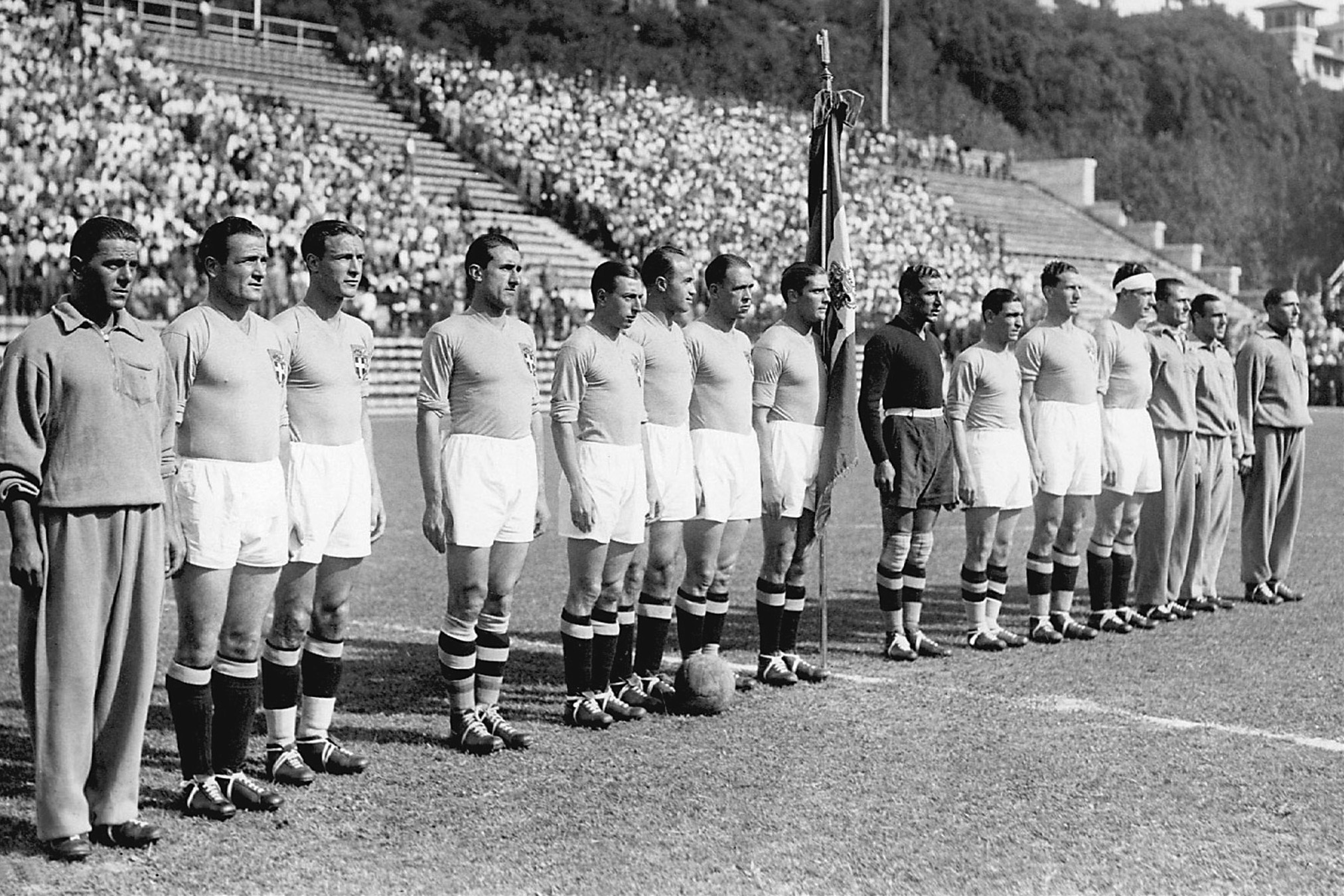
La divisa italiana al, con scollo a "V" e lo stemma imposto dal regime fascista.

Nel 1927, cinque anni dopo l'avvento del regime fascista del 1922, si ebbero dei cambiamenti sostanziali alla casacca. Nell'amichevole di Bologna con la Spagna, gli Azzurri indossarono una maglia con un ampio scollo, che successivamente divenne a "V" e, accanto allo stemma di Casa Savoia, comparve un fascio littorio.
Questa divisa, composta dalla maglia azzurra con scollo a "V", da pantaloncini bianchi e dai calzettoni neri con striscia orizzontale azzurra, accompagnò la nazionale fino all'interruzione dell'attività nel 1943, a causa dello scoppio della seconda guerra mondiale. Pertanto, venne indossata durante i due campionati mondiali del 1934 e 1938, e durante il torneo olimpico di calcio del 1936, tutti e tre vinti dalla nazionale italiana; nel campionato del mondo 1934, disputato in Italia, venne utilizzata in tutti e cinque gli incontri disputati (contro gli Stati Uniti, nella doppia sfida con la Spagna, contro l'Austria e in finale a Roma con la Cecoslovacchia); al campionato del mondo 1938, svolto in Francia, venne indossata in tre occasioni su quattro incontri giocati (contro Norvegia, Brasile e nella finale di Parigi contro l'Ungheria); ai Giochi Olimpici di Berlino 1936, in tre gare su quattro (contro Stati Uniti, Norvegia e in finale per l'oro contro l'Austria). Nell'ultimo dei due mondiali vinti, la maglia presentava un azzurro di colore leggermente più scuro. 
Il 20 luglio 1939, durante l'amichevole contro la Finlandia a Helsinki, per la prima volta, la nazionale italiana portò i numeri sulle maglie, che erano neri su un quadrato bianco cucito sul dorso delle maglie.

##### Il secondo dopoguerra

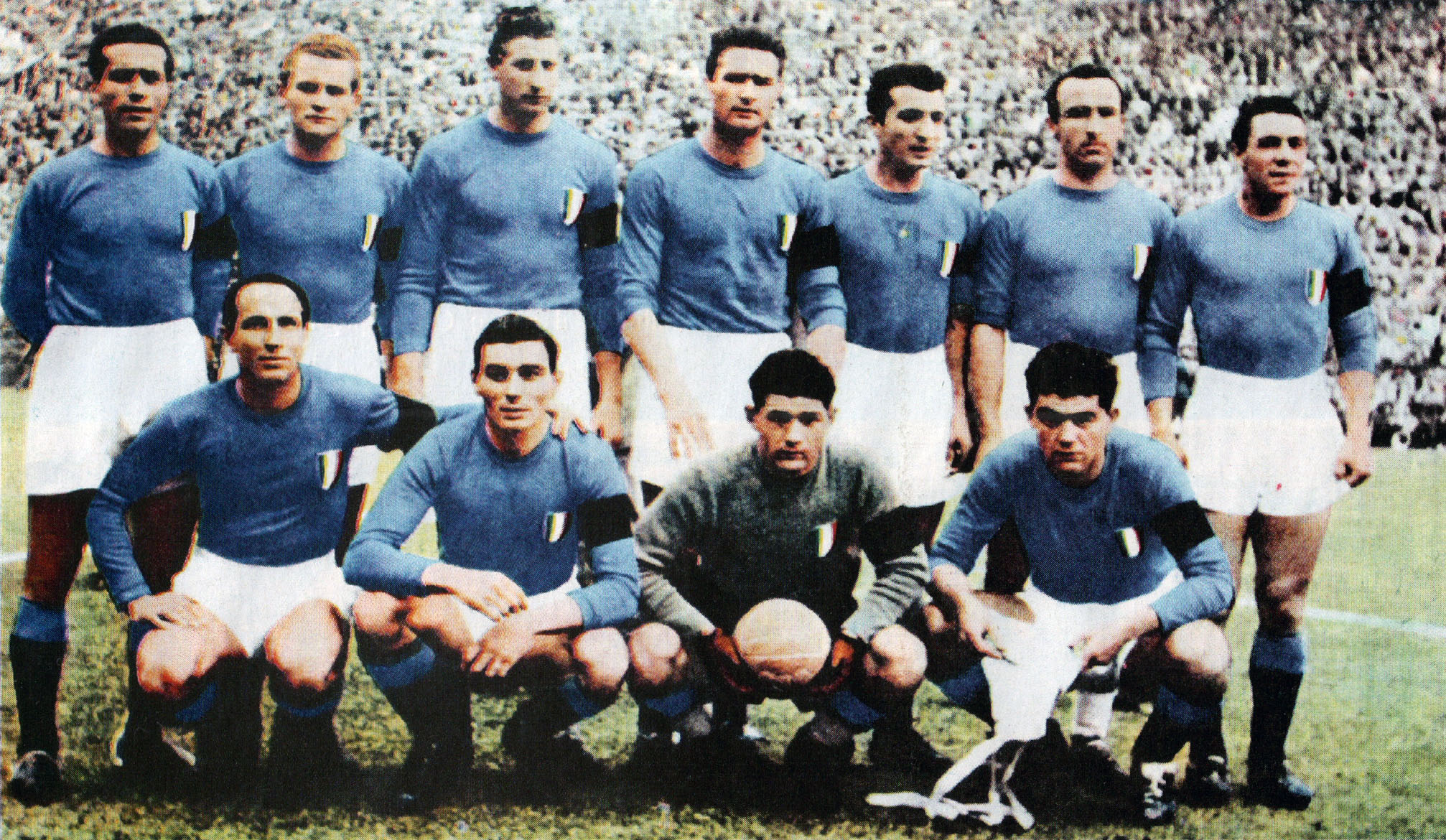
La nazionale con il lutto al braccio, dopo la tragedia di Superga.

Alla ripresa delle attività post belliche, il colore azzurro venne mantenuto in tutte le divise sportive nazionali, calcio compreso. Le modifiche alla casacca degli Azzurri portarono dapprima ad utilizzare maglie con la particolarità del colletto (nel 1948 con i laccetti), sostituite in seguito da un più semplice girocollo. Come stemma, nel 1945 tornò sulle maglie quello di Casa Savoia, ma senza il fascio littorio causa la caduta del regime fascista e, nel 1946, con la nascita della Repubblica Italiana, vennero indossate casacche senza alcun simbolo, per finire al 1947, quando venne scelto di apporre uno scudetto tricolore sulle divise.

Dopo la tragedia di Superga del 4 maggio 1949, dove perì in un incidente aereo tutta la squadra del Grande Torino, tutte le rappresentative italiane giocarono per un anno intero con un lutto al braccio destro. La nazionale A utilizzò questa divisa per quattro incontri (22 maggio Italia-Austria, a Firenze; 12 giugno Ungheria-Italia, a Budapest; 5 marzo 1950 Italia-Belgio, a Bologna; 2 aprile Austria-Italia, a Vienna) senza però indossarla nell'amichevole del 30 novembre 1949 a Londra contro l'Inghilterra. Non si trattava comunque di una fascia, ma proprio di una diversa colorazione del tessuto della casacca. Inoltre, curiosamente, nell'ultimo dei due incontri citati con l'Austria, entrambe le squadre scesero in campo con maglie senza numeri.

La divisa utilizzata dall'Italia nell'amichevole contro l'Inghilterra del 1952.

Tolto il lutto, al campionato del mondo 1950 la nazionale si presentò con una maglia di lana scollo a "V" e il classico scudetto tricolore sul petto, che con pantaloncini bianchi e calzettoni neri con bordo superiore azzurro, venne indossata in entrambi gli incontri disputati nel torneo (contro Svezia e Paraguay). Questa prima divisa durerà per un biennio, poiché nel 1952 avvenne un primo restyling dello stemma: allo scudetto tricolore fu aggiunta la scritta ITALIA.
Sempre nel 1952 anno lo scollo a "V" lasciò lo spazio al più classico girocollo, e questa divisa venne utilizzata anche al campionato del mondo 1954, dove fu indossata in tutti e tre gli incontri (con Belgio e due volte con la Svizzera).
Nelle qualificazioni al campionato del mondo 1958, torneo in cui l'Italia non fu ammessa a seguito della sconfitta di Belfast, gli Azzurri indossarono come maglia una polo con colletto e un bottone. Successivamente, la prima maglia tornò con il classico girocollo.
A cavallo tra questo decennio e quello successivo, la maglia della nazionale fu prodotta dal maglificio Viralfa di Roma.

##### Anni sessanta

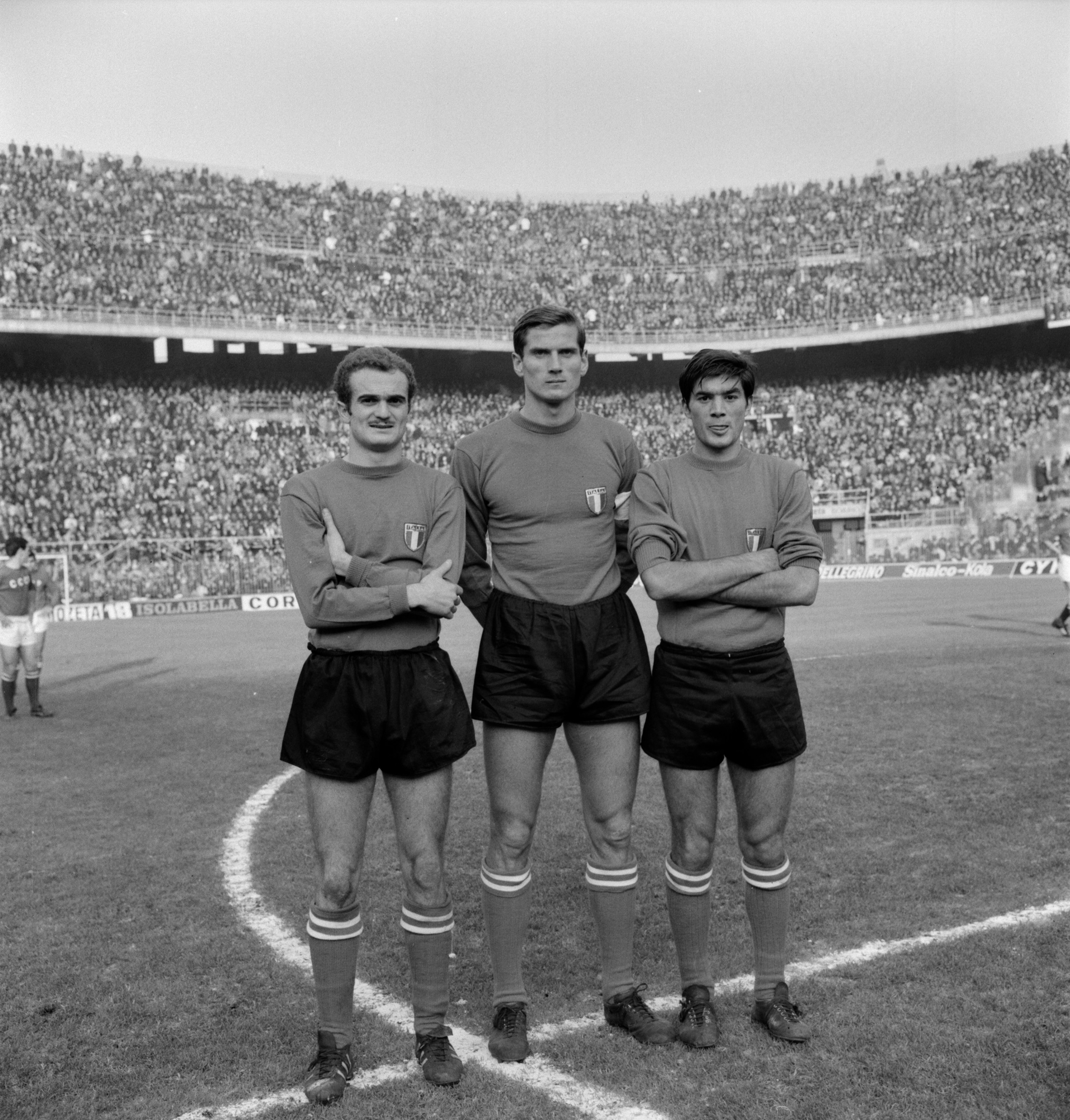
Gli azzurri Mazzola, Facchetti e Juliano in campo nel 1966 con pantaloncini neri per la vittoriosa amichevole interna contro l'Unione Sovietica.

Nel 1960 gli storici calzettoni neri con fascia azzurra lasciarono il posto a dei calzettoni azzurri con due strisce bianche, posizionate vicino al risvolto degli stessi, mantenendo la maglia azzurra a girocollo e i pantaloncini bianchi.
Al campionato del mondo 1962 gli Azzurri sfoggiarono come maglia nuovamente una polo, con colletto e tre bottoni; i calciatori in campo si divisero tra chi indossava la maglia con i bottoni slacciati e chi no. La polo azzurra, realizzata dal Lanificio Fedeli, abbinata al pantaloncino bianco e ai nuovi calzettoni azzurri, venne utilizzata in tutti e tre gli incontri della rassegna mondiale (contro la Germania Ovest, i padroni di casa del Cile e la Svizzera). Dopo il torneo, la maglia tornò a presentare il solito girocollo.
Il 10 novembre 1963, nell'incontro di qualificazione al campionato d'Europa 1964 giocato a Roma contro l'Unione Sovietica, l'Italia scese in campo con un insolito pantaloncino nero.
Quattro anni più tardi, al campionato del mondo 1966, vi fu l'inedito di una doppia prima divisa: la maglie azzurre furono o a maniche lunghe con girocollo o a maniche corte con scollo a "V", (quest'ultima però era già stata introdotta nel 1965). Contro il Cile venne indossata la maglia con scollo a "V" abbinata, come da tradizione, a pantaloncini bianche e calzettoni azzurri; contro l'Unione Sovietica venne utilizzata ancora la maglia con scollo, abbinata però a pantaloncini neri e calzettoni azzurri (come già accaduto tre anni prima, sempre contro i sovietici); contro la Corea del Nord si optò per la maglia a girocollo, ancora abbinata però a pantaloncini neri e calzettoni azzurri. Per la prima volta, in un mondiale, erano stati indossati dei calzoncini neri abbinati alla maglia azzurra.

La divisa della nazionale campione d'Europa nel 1968.

Dopo il mondiale, venne indossata anche in altre occasioni una prima divisa con maglia azzurra con scollo a "V", come ad esempio nell'incontro Italia-Bulgaria a Napoli del 20 aprile 1968, quarto di finale del campionato d'Europa 1968 che consentì agli Azzurri l'accesso alla fase finale del torneo, da disputare in casa. Per la fase finale della rassegna contintale, che laureò per la prima volta gli Azzurri campioni d'Europa, la maglia tornò a girocollo e fu leggermente più scura rispetto al passato, con i calzettoni che riportavano ancora due strisce bianche sul risvolto e il classico pantaloncino bianco. La prima divisa venne indossata sia in semifinale contro l'Unione Sovietica, sia nella doppia finale di Roma contro la Jugoslavia.
A cavallo tra questo decennio e quello successivo, la maglia della nazionale fu prodotta da Tuttosport e da Atala Sport, quest'ultima avendo all'epoca prodotto anche le maglie dell'Inter.

##### Anni settanta
Due anni più tardi, al campionato del mondo 1970, sempre fornita di un girocollo, la casacca appariva di un azzurro intenso ed era, quanto a materiale, in lanetta leggera. Su sei incontri disputati nel torneo, in cinque occasioni venne utilizzata la prima divisa, nel suo abbinamento classico maglia e calzettoni azzurri con calzoncini bianchi: contro Svezia e Uruguay nel girone, contro il Messico nei quarti di finale, contro la Germania Ovest nella "partita del secolo" e contro il Brasile nella finale persa del torneo, che assegnava in maniera definitiva la Coppa Jules Rimet a una delle due compagini.
Negli anni seguenti la prima divisa rimase pressoché invariata, con l'unica particolarità dell'incontro con il Lussemburgo disputato a Genova il 31 marzo 1973,
valido per le qualificazione a Germania Ovest 1974, quando la maglia azzurra presentò il bordo del collo e delle maniche di colore blu scuro, unica volta in cui venne indossata con questa particolarità.

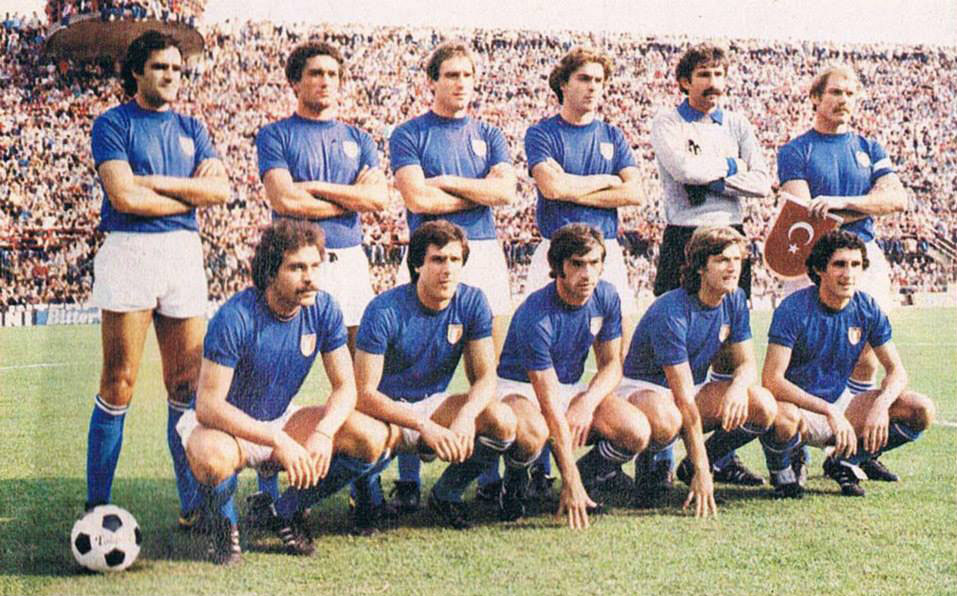
La divisa indossata dopo il, con sponsor tecnico Baila.

Nel 1974 avvenne una svolta epocale nelle divise della nazionale, con l'arrivo del primo sponsor tecnico: l'azienda tedesca Adidas. Per volere della FIGC, non dovette apparire sulle maglie il marchio dell'azienda.
Nel campionato del mondo di quell'anno, Germania Ovest 1974, la maglia rimase la stessa del periodo pre-sponsorizzazione realizzata dal maglificio italiano Landoni, ma venne apportata un'unica modifica alla prima divisa: sui calzettoni azzurri comparvero tre strisce bianche a simboleggiare la sponsorizzazione Adidas che, in questo modo, poteva dare un segno di riconoscimento della propria sponsorizzazione. Nella rassegna mondiale, su tre incontri disputati, l'Italia scese in campo indossando in due occasioni la prima divisa, nel classico abbinamento (contro Polonia e Argentina).
Negli anni a seguire non vi furono modifiche di alcun tipo alla prima divisa e, nel campionato campionato del mondo 1978, l'Italia indossò i calzettoni prodotti ancora dall'Adidas (come anche le tute), mentre la maglia venne realizzata dal maglificio italiano Baila. L'azienda italiana propose una maglia molto simile a quella del precedente mondiale, ma con numeri sulla schiena che non risultavano più pieni, ma con una doppia riga bianca. Nel mondiale di Argentina 1978 l'abbinamento classico comprendente maglia e calzettoni azzurri con pantaloncino bianco fu indossato in quattro occasioni (contro Argentina, Germania Ovest, Paesi Bassi e Brasile); contro Francia e Austria vennero invece sfoggiati i calzettoni bianchi mentre nella seconda gara contro l'Ungheria comparve un inedito completo interamente azzurro.
Successivamente, finita la sponsorizzazione Adidas e spariti i calzettoni con le tre strisce orizzontali bianche voluti dallo sponsor, la prima divisa rimase invariata nelle maglie, che furono realizzate dal maglificio Landoni ("Linea Azzurra", "Maglieria di Lusso").

##### Anni ottanta

La prima divisa firmata Le Coq Sportif, al disputato in Italia.

L'azienda francese Le Coq sportif era divenuta sponsor tecnico nel 1979 e, al campionato d'Europa 1980, propose una prima divisa dell'Italia minimalista, avente per novità solamente il girocollo e i bordi delle maniche leggermente più scuri, con i calzettoni completamente a tinta unita. Nel torneo continentale gli Azzurri disputarono tutti e quattro gli incontri con la divisa casalinga (contro Belgio, Inghilterra, Spagna e Cecoslovacchia). Nelle gare contro spagnoli e cecoslovacchi, la nazionale giocò con maglie Le Coq Sportif (con numero in flock), mentre con inglesi e belgi con maglie prive di targhetta e con numero in pannolenci.
Un'importante novità venne portata per la partecipazione degli Azzurri alla Coppa d'Oro dei Campioni del Mondo, più nota come "Mundialito", nel 1981 in Uruguay, dove la prima maglia fu contraddistinta da un colletto a polo con bordini tricolori, riproposti anche sui bordi delle maniche. Solamente nei due incontri del torneo, il 3 gennaio contro i padroni di casa dell'Uruguay e il 6 gennaio contro i Paesi Bassi, la nuova maglia prodotta dall'azienda francese Le Coq Sportif era fatta di un particolare tessuto sintetico, concepito per i climi caldi in quanto leggero e con ampia traspirazione. Anche lo stemma venne modernizzato, dopo trent'anni, con l'inserimento della scritta FIGC.

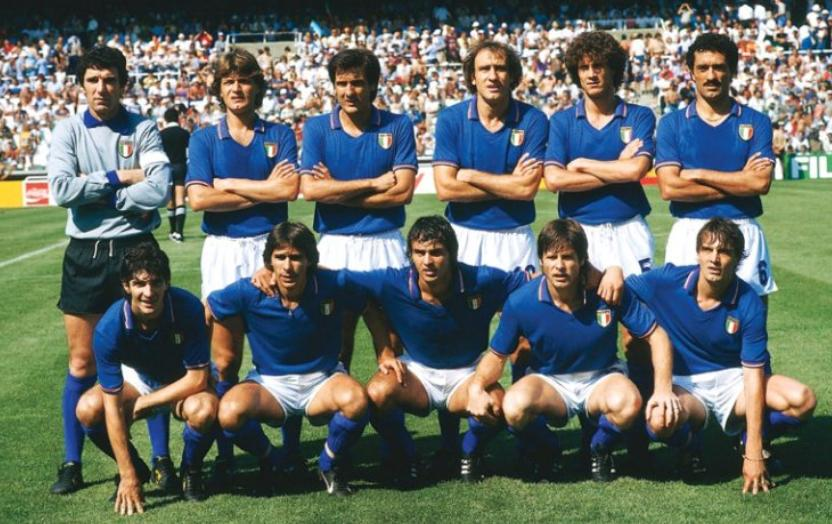
La celebre divisa indossata dagli Azzurri durante il vittorioso.

Subito dopo la competizione sudamericana, e in proiezione al campionato del mondo 1982, la maglia rimase con il colletto a polo e i bordi delle maniche con bordini tricolori. Nel torneo mondiale, vinto dagli Azzurri, la nazionale scese in campo in sei incontri, su sette totali disputati, con la prima divisa nel suo abbinamento tradizionale che comprende maglia e calzettoni azzurri, con pantaloncini bianchi. Tra l'altro in solo due incontri del quinquennio Le Coq Sportif, entrambi validi per le qualificazioni ai Mondiali del 1982, l'Italia ebbe un abbinamento diverso della prima divisa: l'11 ottobre 1980 nella trasferta contro il Lussemburgo, quando vennero indossati calzettoni bianchi, e il 3 giugno 1981 a Copenaghen, quando scese in campo contro la Danimarca con un completo interamente azzurro.
Il titolo mondiale conquistato dagli Azzurri, comportò alla Federcalcio una modifica dello stemma cucito sulle maglie (rimaste uguali per trama e particolari) per celebrare la terza stella. Curiosamente, nell'incontro Italia-Cecoslovacchia disputato a Milano il 13 novembre 1982, per la qualificazione al campionato d'Europa 1984, la nazionale scese in campo con maglie che riproponevano lo stemma pre-mondiale (senza le tre stelle), mentre in altre due gare (con la Svizzera a Roma il 27 ottobre e con la Romania a Firenze il 4 dicembre) il nuovo stemma era cucito sovrapposto a quello vecchio e nella partita con gli elvetici alcune maglie persero durante lo svolgimento della gara lo scudetto, poiché non cucito bene.
L'ultimo cambiamento nelle prime divise Le Coq Sportif, prima della fine del rapporto di sponsorizzazione, si ebbe nell'ultimo anno (il 1984) e fu ancora una volta la modifica dello stemma: venne apportato sulle maglie il nuovo logo della FIGC.
Al termine della collaborazione con Le Coq sportif, nel 1985 divenne sponsor tecnico della nazionale, per soli tre incontri, l'azienda italiana Ennerre (o NR). Tuttavia, data la breve durata del rapporto, le uniche modifiche che lo sponsor furono l'eliminazione dai calzettoni delle strisce tricolore e i numeri di maglia cuciti in panno, mantenendo inalterato tutto il resto. Inoltre, le maglie esponevano il nuovo stemma della FIGC e, per ovviare al divieto di esporre il logo dello sponsor tecnico sulle divise, l'azienda realizzò delle tute che riportavano il marchio nella fibbia.  I tre incontri della nazionale "firmati" Ennerre furono le seguenti tre amichevoli: Irlanda-Italia del 5 febbraio a Dublino; Grecia-Italia del 13 marzo ad Atene; Italia-Portogallo del 3 aprile ad Ascoli Piceno.

Gli Azzurri nel 1988, con la divisa Diadora utilizzata dal 1985 al 1991.

A Ennerre subentrò, nel maggio del 1985, una nuova azienda italiana quale sponsor tecnico: la Diadora.
Anche questo nuovo sponsor mantenne pressoché invariate le maglie della prima divisa, riproponendo nuovamente le strisce tricolore sui calzettoni. Cambiò però il materiale di realizzazione delle casacche, passando dalla lanetta a un tessuto acetato e lucido.
Questa divisa venne indossata dall'Italia durante il campionato del mondo 1986, in tre incontri sui quattro disputati (contro Argentina, Bulgaria e Francia), e al campionato d'Europa 1988 per tutte le quattro partite giocate.

##### Anni novanta
Al campionato del mondo 1990, disputato in casa, la prima divisa rimase invariata e fu indossata per tutti gli incontri disputati (sette gare). L'ultimo utilizzo di questo kit fu in occasione dell'incontro del 16 giugno 1991 a Stoccolma con l'Unione Sovietica, nel quale gli Azzurri vinsero dopo i tiri di rigori il Torneo Scania 100.
Divisa 1991-1994

Franco Baresi, in azione durante Italia-Francia del 1994.

Nella seconda metà del 1991 arrivarono delle modifiche, anche se lievi, consistenti nelle rifiniture tricolori di colletto e bordo manica non più lineari ma a triangolini e, inoltre, cambiò il logo della FIGC. Questa divisa venne indossata per la prima volta nell'amichevole del 25 settembre 1991 a Sofia contro i padroni di casa della Bulgaria e venne mantenuta fino senza modifiche fino al campionato del mondo 1994, nel quale fu portata una versione modificata della casacca: lo stemma della Federazione risultava serigrafato, tono su tono, per tutta la maglia, creando un effetto mai avuto prima per una divisa degli Azzurri.
Negli incontri della Coppa del Mondo giocata negli Stati Uniti d'America la nazionale italiana, che perse il titolo mondiale in finale con il Brasile dopo i tiri di rigore, scese in campo con la prima divisa in cinque dei sette incontri disputati (con Norvegia, Messico, Spagna, Bulgaria e brasiliani) e, in tutti i casi, il completo era formato dal classico abbigliamento maglia e calzettoni azzurri con pantaloncini bianchi. Tra l'altro, l'unica occasione di un utilizzo completamente azzurro di questa divisa, era stata nell'incontro del 6 giugno 1992 a Chicago contro i padroni di casa degli Stati Uniti, valevole per il torneo U.S. Cup.
L'ultima volta che l'Italia scese in campo con una divisa Diadora fu dieci giorni prima della scadenza del contratto con l'azienda veneta, il 21 dicembre 1994 a Pescara per l'amichevole con la Turchia.
Divisa 1995-1996

La prima divisa firmata Nike del 1995, indossata da Alessandro Del Piero.

Il 25 marzo 1995, per l'incontro di qualificazione a Euro 1996 disputato a Salerno con l'Estonia, la nazionale indossò per la prima volta una divisa del nuovo sponsor tecnico: l'azienda statunitense Nike, e il suo logo non apparve in nessuna maglia indossata dagli Azzurri, nel principio del divieto imposto dalla FIGC, mentre fu riprodotto nelle repliche in vendita. Invece lo stemma, logo invariato della Federazione, continuò ad sempre apposto nella parte sinistra della maglia.
La maglia fu totalmente rivoluzionaria rispetto al passato; per la prima volta il colletto della casacca era bianco con rifiniture in oro, i bordi delle maniche tornarono con le strisce tricolori e, soprattutto, la serigrafia di sfondo era ancora più vistosa di quella precedente: una fantasia a zig-zag con un grande stemma centrale che riproduceva un tricolore, la scritta ITALIA, tre stelle (delle quali quella centrale più grande) e una ulteriore scritta riportante gli anni dei tre titoli mondiali vinti (1934, 1938 e 1982). I pantaloncini furono sempre bianchi e i calzettoni completamente azzurri.
Questa divisa venne utilizzata fino all'amichevole del 24 gennaio 1996 a Terni con il Galles.
Divisa 1996-1998

Gli Azzurri con la divisa del biennio 1996-1998.

Al campionato d'Europa 1996 l'Italia portò una nuova divisa, che fece il suo debutto nell'amichevole del 29 maggio 1996 a Cremona con il Belgio. Nella casacca venne tolta la serigrafia centrale e fu introdotta una maglia azzurra con la combinazione di colori bianco e bronzo riprodotta sul colletto (tornato azzurro in questa divisa) e nei bordi delle maniche. Sul lato sinistro venne serigrafato il logo della Federcalcio, ma un nuovo dettaglio fece molto discutere: la scritta ITALIA, sul retro della maglia all'altezza del fondoschiena. I pantaloncini furono bianchi e i calzettoni azzurri, questi ultimi con le strisce bianco e oro come la maglia.
La prima divisa venne utilizzata, con l'abbinamento classico maglia e calzettoni azzurri con pantaloncino bianco, in tutti e tre gli incontri del torneo continentale del 1996 (nelle sfide con Russia, Rep. Ceca e Germania). E con questo completo la squadra scenderà in campo fino all'amichevole del 28 gennaio 1998 a Catania	con la Slovacchia, salvo un solo incontro (con l'Irlanda del Nord) nel quale la prima divisa fu utilizzata con un completo interamente azzurro.
Divisa 1998

La divisa Nike del 1998, indossata da Francesco Totti.

Per il campionato del mondo 1998 la Nike confezionò l'ultima divisa degli Azzurri: la maglia, che esordì nell'amichevole del 22 aprile 1998 a Parma con il Paraguay, presentava un colletto a polo e venne realizzata in materiale lucido, con vestibilità abbondante e con l'unica particolarità formata una linea bianca lungo i fianchi e sotto le maniche.
Durante la rassegna mondiale, la nazionale scese in campo con la prima divisa in quattro delle cinque gare disputate: in due incontri indossò il completo interamente azzurro (contro la Norvegia e i padroni di casa della Francia), contro l'Austria sfoggiò il classico abbinamento con pantaloncini bianchi e calzettoni azzurri mentre contro il Camerun furono bianchi sia i calzoncini che i calzettoni. L'ultimo utilizzo di questo kit, e più in generale di una divisa Nike, fu nell'amichevole del 18 novembre 1998 a Salerno contro la Spagna.
Nel 1999 divenne nuovo sponsor tecnico l'azienda torinese Kappa che, come la precedente Nike, durò per un quadriennio e, per la prima volta, la Federazione consentì allo sponsor tecnico di apporre il proprio logo sulle maglie, che fu inserito sul lato sinistro, in maniera speculare al tricolore, e sui pantaloncini.
Divisa 1999-2000

La prima divisa firmata Kappa del 1999, indossata da Roberto Baggio.

La prima divisa firmata Kappa fece il suo debutto in occasione dell'amichevole dell'Italia contro la Norvegia, disputata il 10 febbraio 1999 a Pisa. 
Anche questo nuovo sponsor debuttò con una particolarità: venne riproposta, come nel 1966, la doppia divisa; una a maniche lunghe con girocollo e una a maniche corte con collo a V; entrambe ebbero una tonalità di azzurro come quelle delle divise indossate fino alla fine degli anni settanta. Ma il cambiamento più radicale fu invece un altro: dopo quindici anni tornò lo scudetto tricolore a lato destro della maglia (pur mantenendo la FIGC come proprio logo quello adottato nel 1991), al quale vennero aggiunte al di sopra di esso le tre stelle dorate rappresentanti i tre titoli mondiali vinti.
Nell'incontro del 31 marzo 1999 ad Ancona, con la Bielorussia, la maglia a girocollo fu abbinata ad completo interamente azzurro, e dopo l'amichevole del 26 aprile 2000, a Reggio Calabria con il Portogallo, questa divisa lasciò il posto al nuovo modello Kappa per il campionato d'Europa 2000.

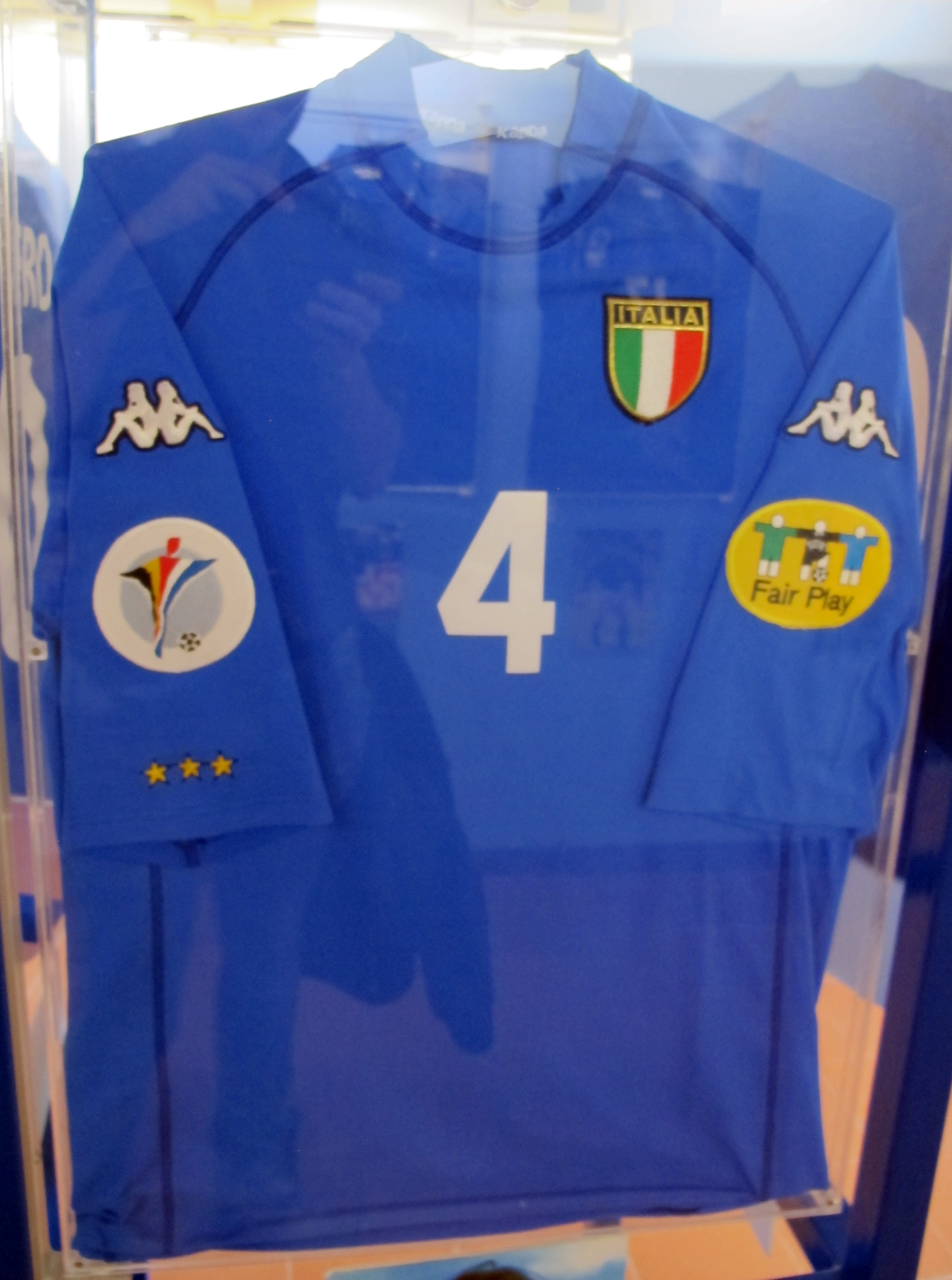
La maglia indossata da Demetrio Albertini nel 2000, conservata al Museo del calcio.

##### Anni duemila
Divisa 2000-2002
Il 3 giugno 2000 a Oslo, nell'amichevole con la Norvegia, esordì il kit Kombat 2000, divisa per il campionato d'Europa 2000 composta da una maglia molto attillata dallo stile semplice e con tonalità di azzurro più chiara e dettagli più scuri che convergevano verso il colletto, tornato a girocollo come unico modello. Altre modifiche furono le tre stelle spostate sulla manica destra, anziché sopra lo scudetto tricolore, e il logo dell'azienda eliminato dal corpo della maglia e riproposto sdoppiato sopra entrambe le maniche. I pantaloncini furono bianchi con il logo Kappa azzurro su entrambi i lati mentre i calzettoni erano azzurri con il logo Kappa bianco centrale.
Durante il torneo continentale, gli Azzurri indossarono la prima divisa in tutti gli incontri, nella sua classica composizione maglia e calzettoni azzurri con pantaloncini bianche, con la sola eccezione della sfortunata finale giocata contro la Francia.
Al campionato del mondo 2002, la maglia cambiò di pochissimo: vennero modificati colletto e cuciture, il tessuto fu leggermente più aderente e la tonalità dell'azzurro di poco più chiara rispetto a quella dell'europeo del 2000.
Nella rassegna mondiale, la prima divisa fu indossata in tre incontri (con Ecuador, Croazia e Corea del Sud), su quattro disputati, nella composizione classica.
Il kit Kombat fu indossato in completo interamente azzurro in solo quattro occasioni, e venne utilizzato per l'ultima volta nell'amichevole del 20 novembre 2002 a Pescara con la Turchia.
Divisa 2003-2004

La prima divisa firmata Puma, indossata da Filippo Inzaghi nel 2003.

Nel 2003 divenne sponsor tecnico l'azienda tedesca Puma, che vestì gli Azzurri per la prima volta il 12 febbraio 2003 nell'amichevole di Genova contro il Portogallo. Il primo modello proposto fu identico, in versione azzurra anziché celeste, a quello della contemporanea maglia della Lazio del biennio 2002-2003, con il caratteristico intaglio sulla parte destra del colletto. Altra novità furono i numeri con i bordi bianchi e oro al centro. Per stemma rimase lo scudetto, con le tre stelle lasciate sopra la manica destra, e il nuovo logo della Puma appariva sia nel corpo, lato sinistro speculare allo stemma, sia su entrambe le maniche.
Questa divisa fu indossata per l'ultima volta il 18 febbraio 2004 a Palermo per l'amichevole con la Rep. Ceca, in un abbinamento totalmente azzurro che in precedenza era stato utilizzato solo una volta (contro la Finlandia).
Divisa 2004-2005
La prima divisa per il campionato d'Europa 2004 venne indossata per la prima volta in occasione dell'amichevole del 31 marzo 2004 a Braga, sempre contro il Portogallo. Le modifiche furono lievi: venne eliminato l'intaglio sul colletto e furono aggiunti un bordino dorato e i numeri anch'essi dorati. Per la prima volta nella storia delle divise azzurre, lo stemma venne spostato al centro della maglia, sotto il quale fu posto il logo dorato della Puma, riproposto anche sopra la manica sinistra. I pantaloncini erano bianchi e i calzettoni azzurri con una striscia dorata orizzontale.
La prima divisa venne indossata in tutte e tre le gare disputate dagli Azzurri nel torneo continentale (contro Danimarca, Svezia e Bulgaria).
Questa divisa, che venne utilizzata per l'ultima volta il 12 ottobre 2005, nell'incontro di Lecce con la Moldavia valido per le qualificazioni al campionato del mondo 2006, in precedenza era stata utilizzata in cinque occasioni con l'abbinamento totalmente azzurro.
Divisa 2006-2007

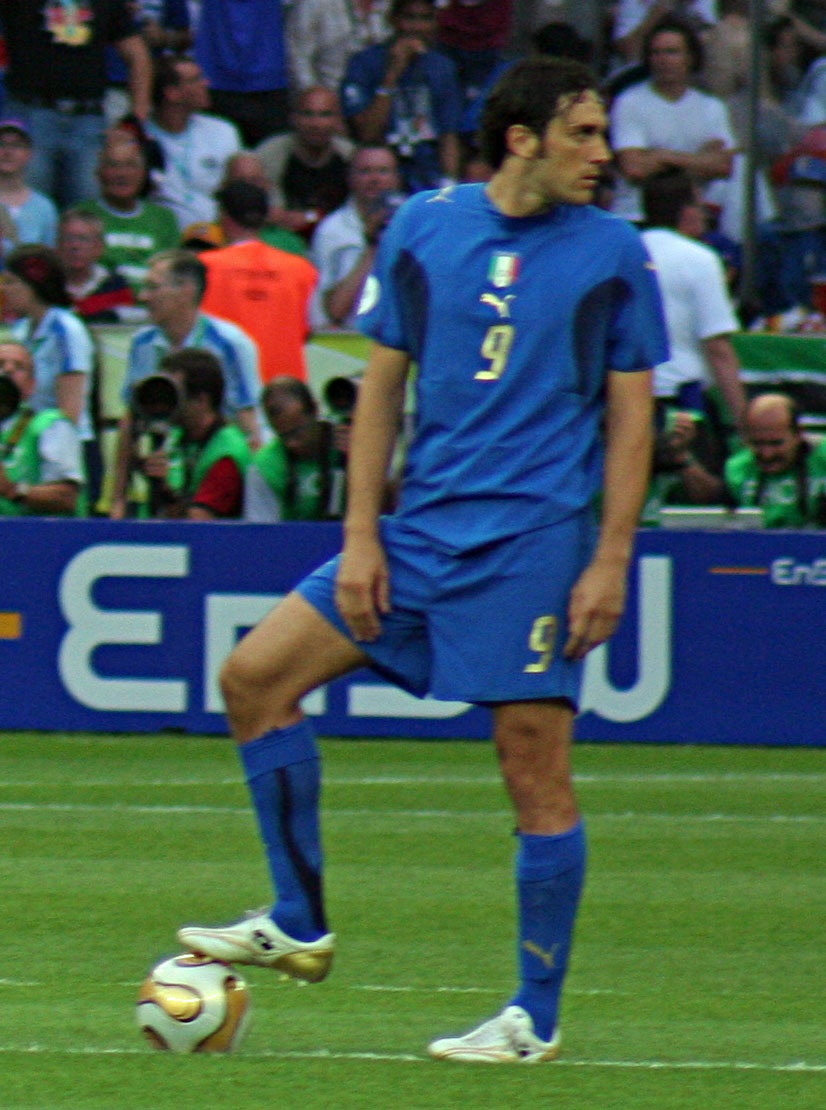
Luca Toni con la divisa indossata in finale del.

Il 1º marzo 2006, contro la Germania a Firenze, gli Azzurri indossarono per la prima volta la divisa che avrebbero utilizzato nel vittorioso campionato del mondo 2006. La maglia fu molto discussa e criticata: ai lati vi erano due strisce più scure, di color blu navy, che creavano un effetto che ricordava delle macchie di sudore. Lo stemma rimase al centro, con il PumaCat dorato sottostante, ma cambiò: tolto lo scudetto tricolore, venne riproposto il logo della FIGC, che era stato cambiato l'anno precedente.
La prima divisa venne utilizzata in tutti e sette gli incontri del mondiale, e in cinque occasioni (contro Ghana, Stati Uniti, Rep. Ceca, Germania e Francia in finale) l'abbinamento fu maglia-calzoncini-calzettoni azzurri mentre in due incontri (con Australia e Ucraina) il pantaloncino fu del classico colore bianco.
La divisa, dopo la conquista del titolo mondiale, subì una modifica nello stemma poiché il logo della Federazione venne cambiato per l'aggiunta della quarta stella e l'ultima volta che venne indossata fu il 21 novembre 2007, in occasione dell'incontro di qualificazione al campionato d'Europa 2008, giocato a Modena contro le Fær Øer. Questo kit, inoltre, è stato il primo ad essere indossato in modo ricorrente, e non occasionale, nella versione interamente azzurra: sedici incontri a fronte degli otto nell'abbinamento classico con pantaloncini bianchi.
Divisa 2008-2009

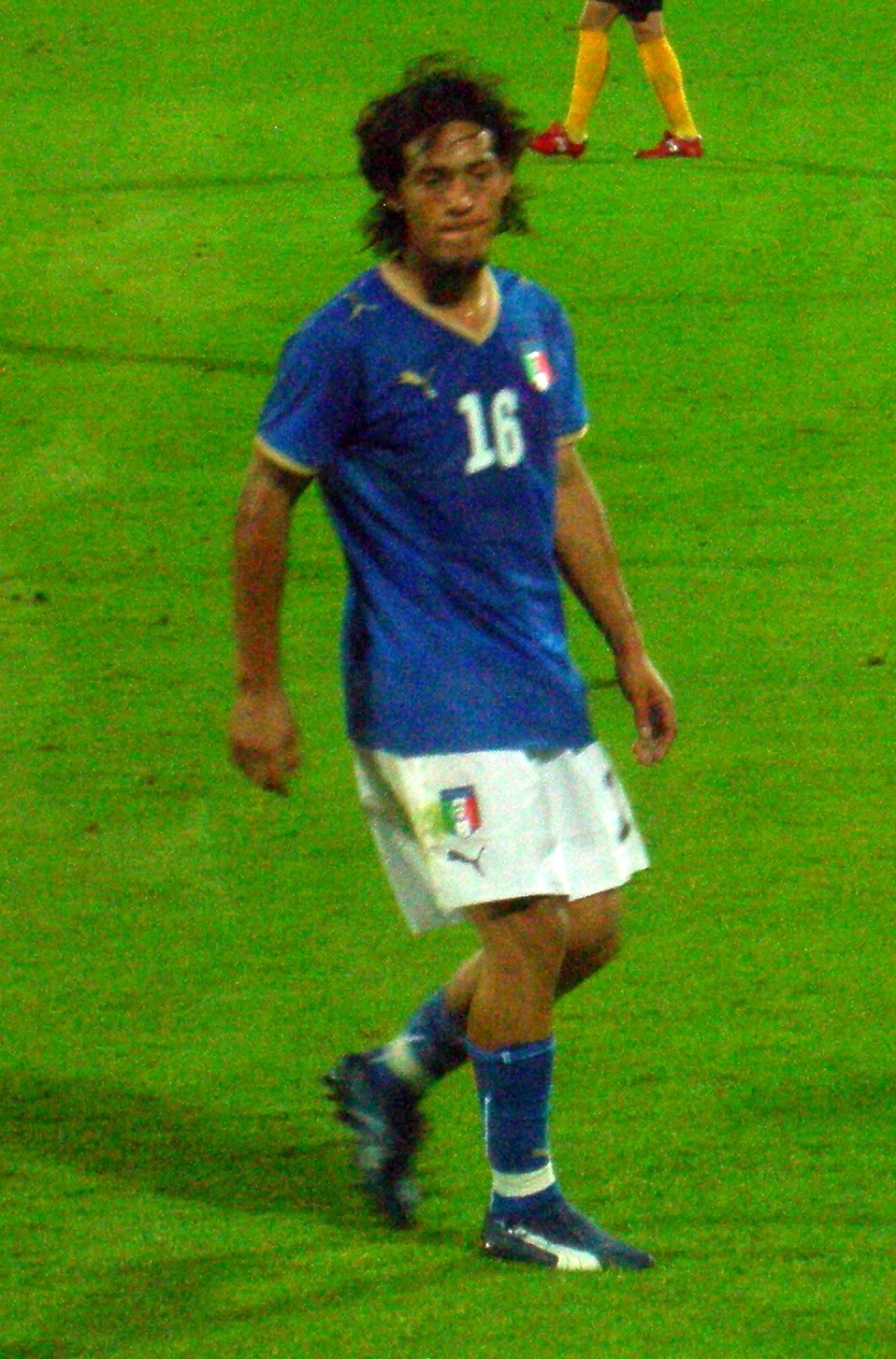
Mauro Camoranesi in azione durante Italia-Belgio del 2008.

In vista del campionato d'Europa 2008, venne introdotta una nuova maglia con colletto a "V" e bordi color oro. La presentazione avvenne il 5 febbraio 2008 a Zurigo, dove la nazionale avrebbe inaugurato la nuova prima divisa il giorno seguente nell'amichevole contro il Portogallo, ed era formata dal un completo interamente azzurro. Il modello non fu esclusivo, pertanto venne utilizzato da tutte le nazionali e da praticamente tutti i club della Puma, nella stagione 2008-2009. I numeri furono bianchi, con un font dai bordi a pallini, il tessuto era retina a due strati e lo stemma tornò a lato sinistro. Il Pumacat venne apposto in triplice copia, come spesso accadde: a lato destro e sopra entrambe le maniche.
Durante il torneo continentale, la prima divisa venne indossata, con l'abbinamento della presentazione, in due dei quattro incontri (nel primo turno, contro Paesi Bassi e Romania) e, più in generale, in undici occasioni su diciannove totali in cui fu utilizzato il "kit home".
Il 2 settembre 2008 fu un giorno storico per la divisa della nazionale: l'Italia campione del mondo in carica, era la prima rappresentativa a potersi fregiare sulle maglie del FIFA Champions Badge, neonato stemma che la FIFA consentiva di utilizzare alla squadra vincitrice del campionato mondiale di calcio. Venne utilizzato dalla successiva gara di qualificazione al campionato del mondo 2010, del 6 settembre, a Larnaca contro Cipro.
Questa divisa non fu utilizzata negli incontri della FIFA Confederations Cup 2009, in quanto la Puma realizzò una divisa speciale apposita per il torneo; tornò ad essere indossata il 12 agosto dello stesso anno, a Basilea per l'amichevole contro la Svizzera, e venne utilizzata per l'ultima volta il 18 novembre 2009 a Cesena nell'amichevole con la Svezia.

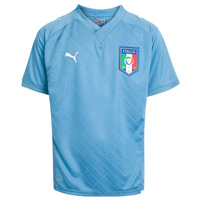
La maglia utilizzata dalla nazionale in occasione della FIFA Confederations Cup 2009.

Divisa FIFA Confederations Cup 2009
Nel 2009, per la partecipazione alla FIFA Confederations Cup, la nazionale indossò una maglia celebrativa presentata il 3 giugno (con testimonial Gennaro Gattuso), con il colore che veniva ispirato da quello del Periodo d'oro, in cui avvenne la conquista del doppio titolo mondiale, intervallato dal titolo olimpico. Alla casacca azzurro pallido, vennero abbinati calzoncini e calzettoni marroni. L'utilizzo del marrone creò discussioni, poiché in origine i calzoncini di quell'epoca erano bianchi e i calzettoni neri, ma la scelta venne motivata con ragioni estetiche, anche se forse influì il timore di utilizzare il nero creando polemiche, in quanto quel colore era associato al regime fascista, in auge durante il Periodo d'oro della nazionale italiana. Inoltre la maglia, con il colletto a "V" presentava lo stemma molto più grande del solito e, al centro era posizionato il FIFA Champions Badge. La parola "ITALIA" era ripetuta più volte nella trama del tessuto, accompagnata dalle quattro stelle mondiali e da strisce oblique. Lungo un solo fianco, invece, il tricolore italiano.
L'abbinamento sopra indicato, venne utilizzato in occasione degli incontri del torneo con gli Stati Uniti e l'Egitto, mentre nell'ultima gara con il Brasile la maglia venne abbinata a pantaloncini e calzettoni bianchi.

##### Anni duemiladieci
Divisa 2010-2011

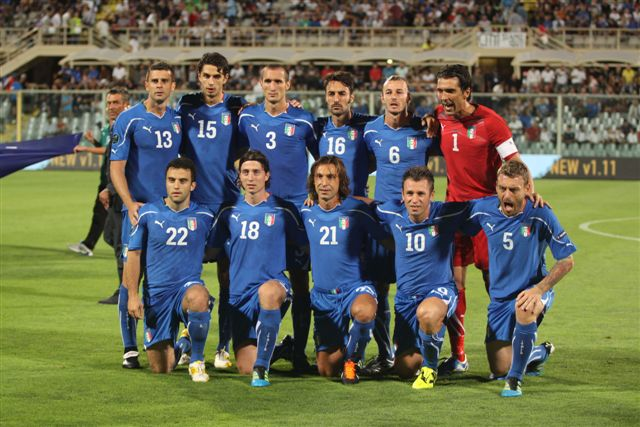
Foto di gruppo degli Azzurri con la divisa del biennio 2010-2011.

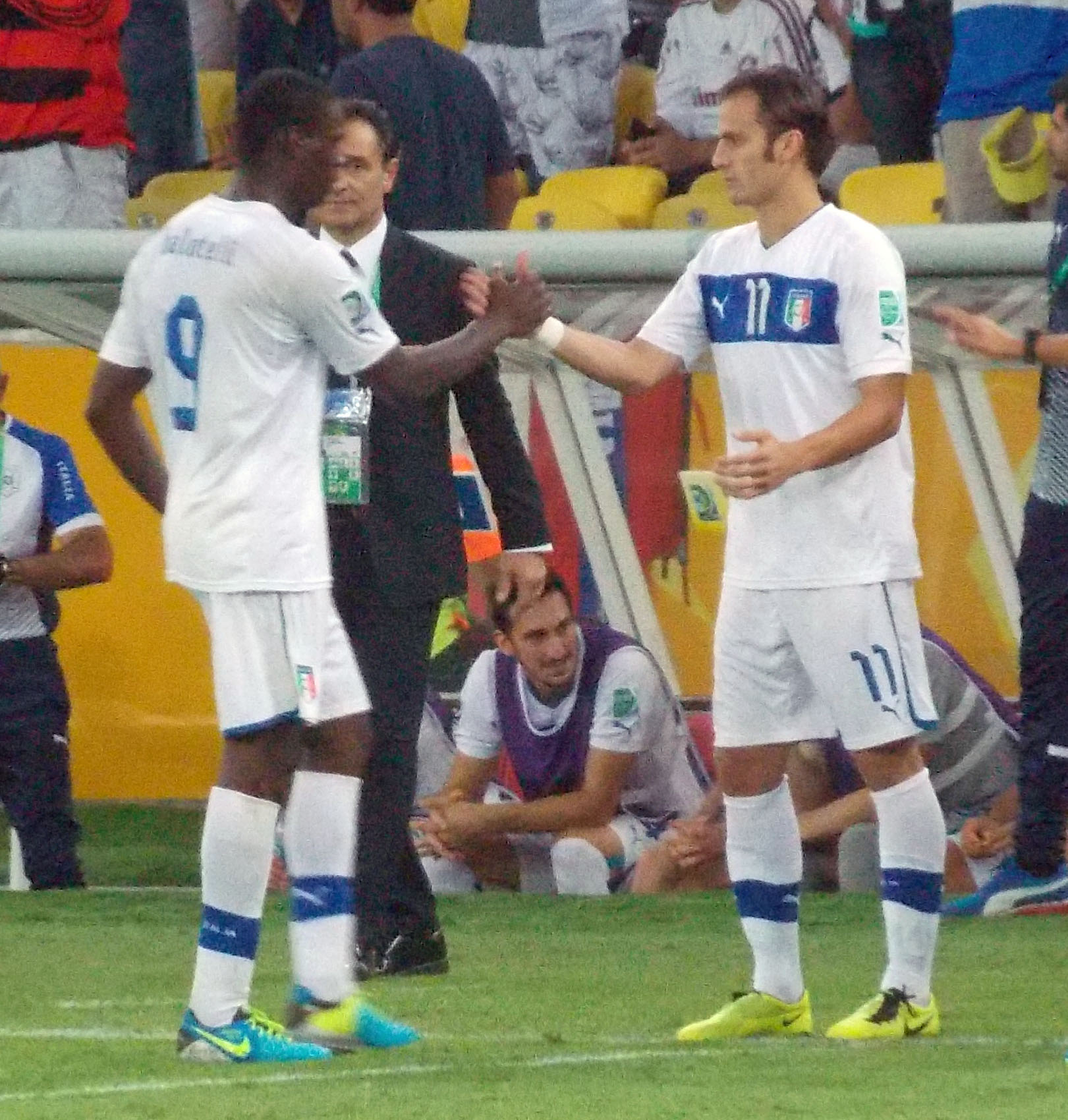
La seconda divisa fasciata del biennio 2012-2013.

Il 3 marzo 2010 venne presentata al Centro tecnico federale di Firenze la maglia per il campionato del mondo 2010, facente parte del kit Puma PowerCat 1.10. La nuova casacca azzurra presentava due linee ondulate bianche lungo le spalle, con formato aderente e trama della maglia che riportava un'armatura, per dare idea di forza e di potenza. Il colletto aveva i bordini verde, bianco e una rosso con la particolarità della forma che ricordava una stella, presentata come auspicio per l'Italia di conquistare sul campo la quinta stella da cucirsi sul petto. I pantaloncini, bianchi, furono ispirati al pugilato, per un'alta fascia in vita al cui centro vi era la bandiera italiana incastonata in un riquadro dorato, a imitazione della cintura di un pugile. 
Questo kit venne indossato per la prima volta in occasione dell'amichevole nel Principato di Monaco contro il Camerun del 3 marzo 2010. La prima divisa fu utilizzata in tutti e tre gli incontri dello sfortunato campionato del mondo 2010: contro il Paraguay nell'abbinamento della presentazione e nelle altre due gare (con Nuova Zelanda e Slovacchia in completo interamente azzurro.
Dall'incontro amichevole del 10 agosto 2010 a Londra contro la Costa d'Avorio la divisa non presentò più il FIFA Champions Badge sulla maglia, data la non riconferma degli Azzurri quali campioni del mondo. L'ultimo utilizzo di questa prima divisa fu l'11 novembre 2011, per l'amichevole di Breslavia con i padroni di casa della Polonia.
Divisa 2011-2013

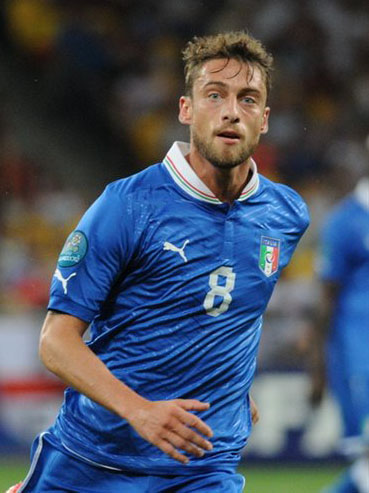
Claudio Marchisio con la divisa del biennio 2011-2013.

Nel novembre 2011 fu presentata la nuova divisa per il campionato d'Europa 2012, con testimonial Andrea Pirlo (oltre a Gianluigi Buffon per le divise dei portieri), e da subito venne utilizzata nell'amichevole di Roma contro l'Uruguay. Il colletto alla coreana era bianco, con il tricolore per onorare i 150 anni dell'Unità d'Italia. Frontalmente vi era un texture con un particolare intarsio. Sotto le braccia, nelle maniche e sulla schiena il tessuto era differente. I calzoncini furono bianchi, con bordo blu laterale, con in vita un elastico con al centro la scritta ITALIA. I calzettoni erano azzurri con risvolto bianco e inserto tricolore.
Durante l'europeo del 2012, in cui gli Azzurri arrivarono in finale perdendo contro la Spagna, la prima divisa venne utilizzata in tutti e sei gli incontri disputati: in quattro occasioni con il classico abbinamento maglia-calzettoni azzurri e pantaloncini bianchi e in due gare con l'abbinamento totalmente azzurro (nelle sfide con la Croazia e l'Inghilterra). 
Non venne indossata nell'amichevole del 15 agosto 2012 a Berna, ancora con l'Inghilterra, poiché si utilizzò una maglia celebrativa del trentennale della vittoria al campionato del mondo 1982, e durante l'estate del 2013, in quanto era stata creata una divisa apposita per la partecipazione degli Azzurri alla FIFA Confederations Cup. L'ultimo utilizzo di questo kit avvenne in occasione dell'amichevole del 15 novembre 2013 a Milano con la Germania.
Divisa FIFA Confederations Cup 2013
Per la partecipazione dell'Italia alla FIFA Confederations Cup 2013 la Puma realizzò una divisa apposita (riconducibile alla collezione Power), presentata il 19 marzo 2013 al Centro tecnico federale di Firenze, che comunque ricalcava quella dei precedenti europei, mantenendo in rilievo la grafica nella parte alta del petto. La novità principale riguardò il richiamo al tricolore italiano, con i bordi rosso per la manica sinistra e verde per la manica destra, uniti ad un inserto triangolare bianco nel colletto. Un profilo celeste fluorescente accompagnava i bordi del colletto, l'attaccatura delle maniche e il contorno di nomi e numeri (realizzati con il font Gaffer). Infine sui lati erano presenti due inserti bianchi a punta. Finito il torneo, gli Azzurri tornarono ad utilizzare il kit realizzato per l'europeo 2012.
La divisa debuttò nell'amichevole del 21 marzo 2013 a Ginevra contro il Brasile, e durante il torneo organizzato dalla FIFA venne indossata in due occasioni (contro il Giappone e ancora il Brasile), su cinque gare disputate, nell'abbinamento interamente azzurro.
Divisa 2014-2015

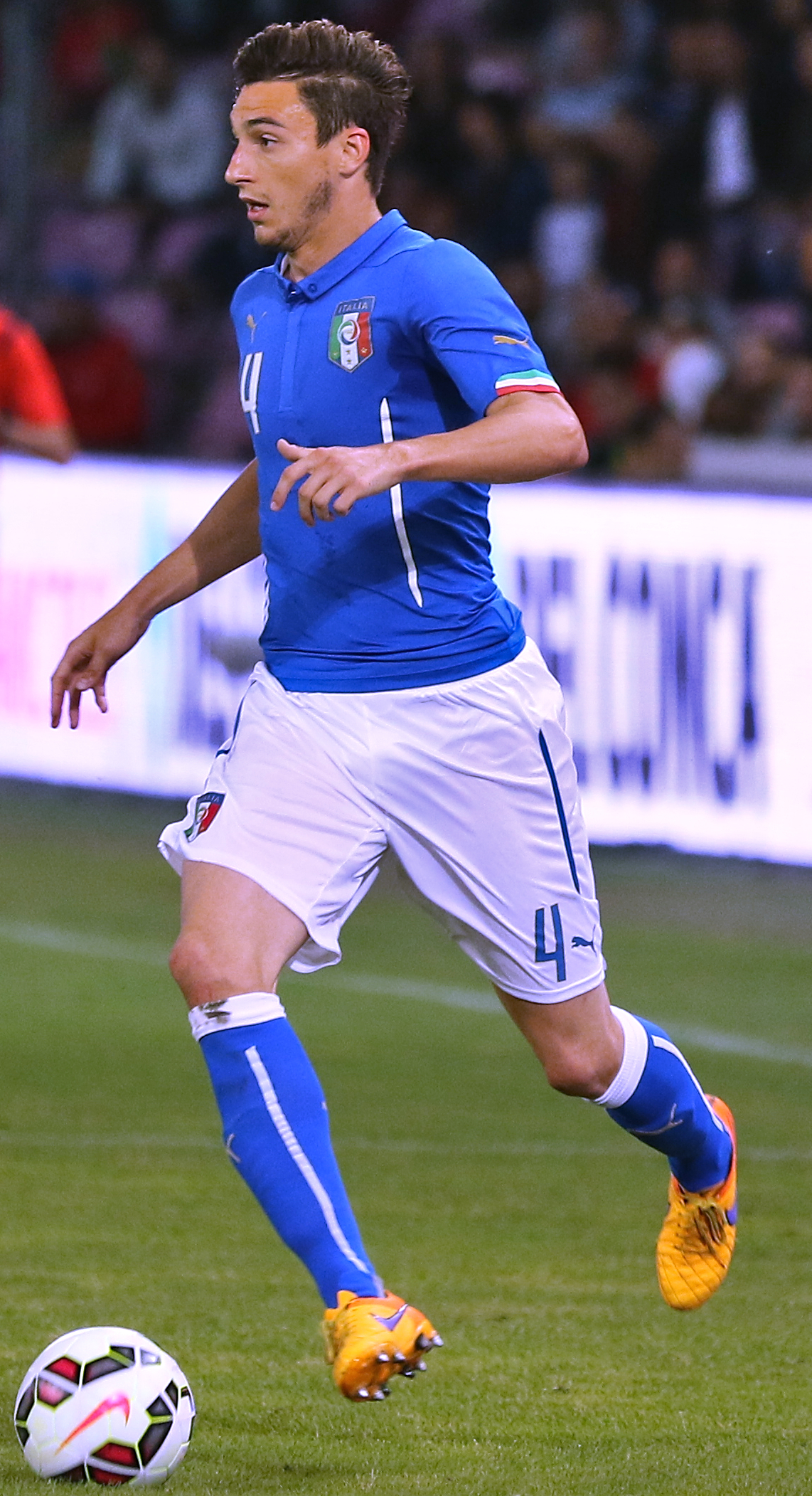
Matteo Darmian con la divisa del 2014-2015.

La prima divisa per il campionato del mondo 2014 venne presentata il 4 marzo 2014 e venne indossata per la prima volta nell'amichevole del giorno seguente, a Madrid contro la Spagna. La maglia riportava un colletto, stretto, chiuso da due bottoni mentre altri bottoni, per lo scollo, risultavano nascosti. Due righe bianche correvano lungo la parte centrale, mentre sui bordi delle maniche tornarono i colori della bandiera italiana. I calzoncini furono bianchi, con la scritta ITALIA al centro della cintura e due linee azzurre sui lati; i calzettoni invece erano azzurri con risvolto e righe verticali in bianco e il logo Puma dorato.
Contrariamente alla presentazione, nella quale Mario Balotelli indossò i calzoncini bianchi, questa divisa venne utilizzata in tutti e tre gli incontri del campionato mondiale (contro Inghilterra, Costa Rica e Uruguay) con l'abbinamento di pantaloncini azzurri. L'ultimo utilizzo del kit avvenne in occasione dell'incontro di qualificazione al campionato d'Europa 2016 del 13 novembre 2015 giocato a Roma con la Norvegia.
Divisa 2015-2017
Il 9 novembre 2015 venne presentata al Centro tecnico federale di Firenze la divisa per il campionato d'Europa 2016, con testimonial Manolo Gabbiadini e Davide Astori (oltre a Gianluigi Buffon per la divisa dei portieri): la maglia, con un elegante rigato azzurro, nacque come «omaggio alla grande tradizione della sartoria italiana». Il colore azzurro era accompagnato da finiture dorate e il colletto a girocollo risultava lievemente rialzato. Lungo le spalle e le maniche scorreva una banda delimitata da due righe in oro. Il pantaloncini della presentazione erano di colore bianco, ispirato ai «trionfi del passato», come scritto nel comunicato congiunto FIGC-Puma.
L'esordio della nuova divisa avvenne il 13 novembre 2015 a Bruxelles per l'amichevole contro i padroni di casa del Belgio. Durante l'europeo del 2016, su cinque gare disputate, la prima divisa fu utilizzata in quattro occasioni: per tre volte con l'intero abbinamento con pantaloncini bianchi (contro Svezia, Irlanda e Germania), mentre in un solo incontro il pantaloncino era azzurro (contro la Spagna). L'ultimo utilizzo di questo kit avvenne il 5 settembre 2017, nella partita di Reggio Emilia contro Israele valida per le qualificazioni al campionato del mondo 2018. 
Divisa 2017-2019
Ad ottobre 2017 fu presentata - con testimonial Gianluigi Buffon - la maglia che l'Italia avrebbe dovuto indossare al campionato del mondo 2018 ma, un mese dopo, gli Azzurri mancarono, per la seconda volta nella loro storia, la qualificazione al torneo. La prima novità fu l'introduzione del nuovo stemma, corrispondente al nuovo logo della FIGC. La maglia, di un azzurro vivo e con assenza di cuciture, venne disegnata con riferimenti al tricolore sui bordi delle maniche e dietro il colletto, che erano di color blu navy. Sulla tecnologia del tessuto, la maglia era del tipo PUMA evoKNIT Thermoregulation, che consentiva di mantenere la temperatura corporea costante.
Venne indossata per la prima volta il 9 ottobre 2017 a Scutari contro l'Albania, mentre l'ultima fu l'8 settembre 2019 a Tampere nella gara contro la Finlandia.

##### Anni duemilaventi
Divisa 2020-2021

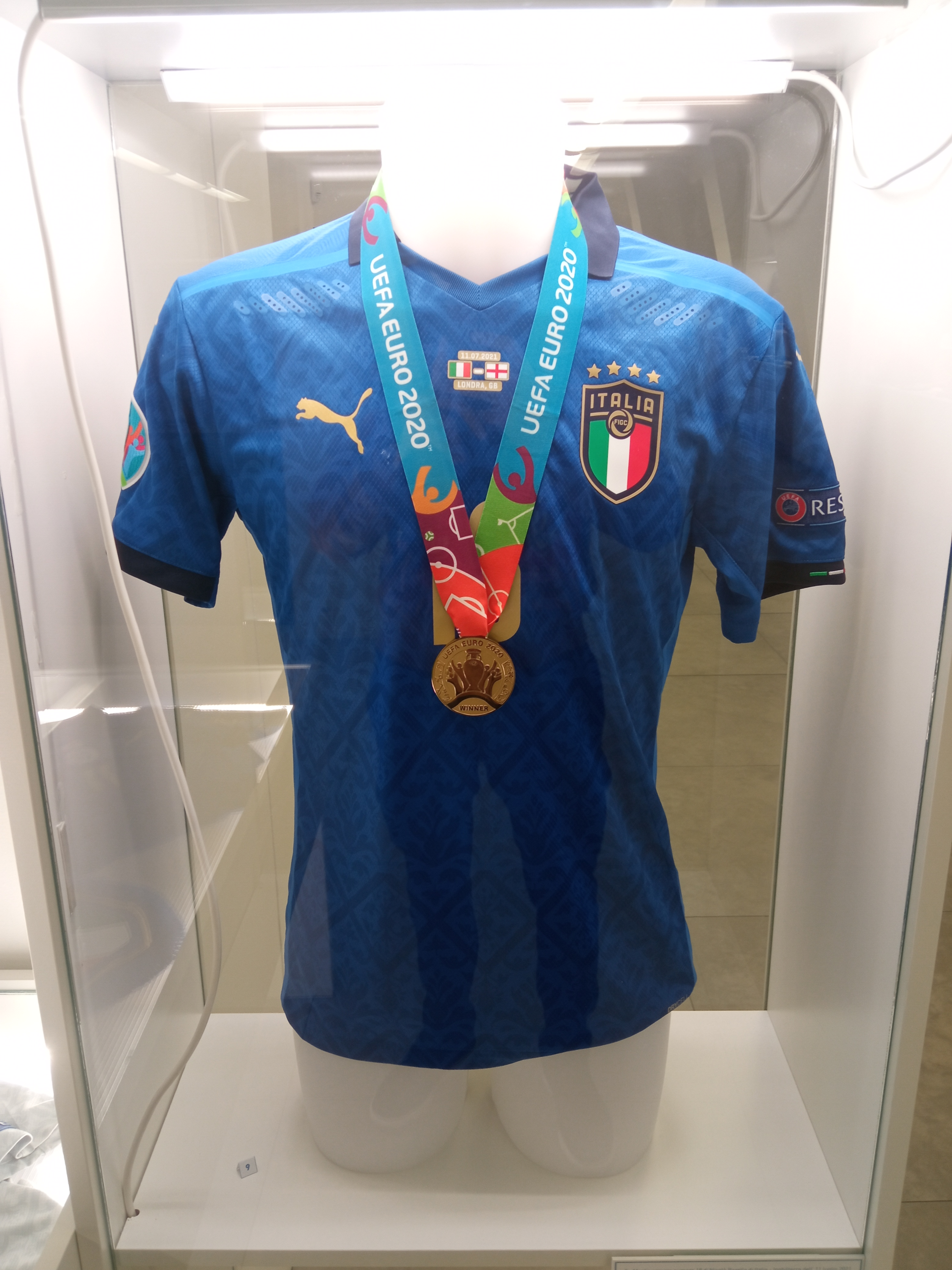
La maglia utilizzata nella vittoriosa finale di Euro 2020.

Il 31 agosto 2020 venne presentata la nuova maglia per il campionato d'Europa 2020, posticipato all'anno successivo a causa della pandemia di COVID-19. La maglia "home", appartenente al kit Rinascimento, fu l'ultima ad essere presentata e vestita, dopo la seconda e la terza divisa. La casacca presentava un collo e bordini delle maniche blu navy e i classici motivi rinascimentali, presenti nelle altre due divise, venivano riproposti in una moderna grafica geometrica su sfondo azzurro, ispirata all'epoca rinascimentale. Nella presentazione, la prima divisa era fornita di pantaloncini blu navy. L'esordio di questa divisa avvenne il 4 settembre 2020 a Firenze, nell'incontro valevole per il primo turno della UEFA Nations League 2020-2021 contro la Bosnia ed Erzegovina.
Durante gli europei, su sette incontri totali che portarono gli Azzurri a conquistare il secondo titolo continentale della loro storia, la prima divisa venne indossata in quattro occasioni con il pantaloncino blu navy (contro Svizzera, Austria, Spagna e in finale contro l'Inghilterra) e in una gara con il pantaloncino bianco (contro il Galles).
Dopo la vittoria degli Azzurri all'europeo, sulla maglia comparve - al centro della casacca - la patch celebrativa che identifica i campioni d'Europa. L'esordio della patch avvenne il 2 settembre nell'incontro di qualificazione al campionato del mondo 2022, contro la Bulgaria. Nel successivo mese di ottobre, la divisa non venne utilizzata nella final four della UEFA Nations League 2020-2021, ma venne riproposta già nel successivo incontro del 12 novembre a Roma contro la Svizzera, decisiva per la qualificazione a Qatar 2022.
Divisa UEFA Nations League 2021
Esclusivamente per la final four della UEFA Nations League 2020-2021, disputata nell'ottobre del 2021 in Italia, la nazionale indossò la maglia Ultraweave, la più leggera di sempre per gli Azzurri. Il design, però, rimase lo stesso della maglia degli europei, con la differenza estetica più sostanziale riguardante il colletto, semplificato nella nuova versione. Questa divisa casalinga fu indossata in entrambi gli incontri: in semifinale con la Spagna la maglia e i calzettoni azzurri furono abbinati al pantaloncino blu navy, mentre nella finale per il terzo posto con il Belgio ai calzoncini bianchi.
Divisa 2022
A fine maggio 2022, dopo la seconda eliminazione consecutiva dalla fase finale della Coppa del mondo FIFA, la Puma presenta l'ultima sua divisa per gli Azzurri, indossata per la prima volta nella Coppa dei Campioni CONMEBOL-UEFA disputata il 1º giugno a Londra contro l'Argentina e per l'ultima volta il 16 novembre nell'amichevole di Tirana contro l'Albania. La maglia Home dell’Italia è divisa in quarti, ad omaggiare i quattro titoli mondiali vinti in passato, ed è caratterizzata dal tessuto Ultraweave e dalla tecnologia DryCell per una massima traspirazione che la rende la più leggera e confortevole mai realizzata dall'azienda tedesca.
Divisa 2023
Nel gennaio 2023 viene presentata una nuova divisa, la prima firmata dal nuovo sponsor tecnico Adidas che sostituisce il marchio Puma dopo 20 anni.
Divisa 2024-2025
Nel marzo 2024 viene presentata la nuova maglia per il campionato d'Europa 2024, che vede in particolare il rirorno al classico pantaloncino bianco, e le tipiche tre strisce dello sponsor tecnico Adidas sulle maniche tricolori in onore alla bandiera italiana.

#### Evoluzione
| 1910             | 1911                | 1912             | 1913-14          | 1915                | 1920-27                | 1927                | 1928-43 Marchi Cristofoli | 1945                   | 1946                |
| 1947 Italo Sport | 1948 Italo Sport    | 1948 Italo Sport | 1949 Italo Sport | 1949-50 Italo Sport | 1950 Italo Sport       | 1951 Italo Sport    | 1952-54 Italo Sport       | 1954 Italo Sport       | 1954-57 Italo Sport |
| 1957 Italo Sport | 1958-59 Italo Sport | 1960-62 Viralfa  | 1962 Fedeli      | 1962-64             | 1965-66                | 1966 Marango Sport  | 1967-68                   | 1968                   | 1969                |
| 1970-73 Landoni  | 1973                | 1973-74          | 1974-78 Adidas   | 1978-79 Baila       | 1979-80 Le Coq sportif | 1981 Le Coq sportif | 1981-83 Le Coq sportif    | 1983-84 Le Coq sportif | 1984 Le Coq sportif |
| 1985 Ennerre     | 1985-91 Diadora     | 1991-94 Diadora  | 1994 Diadora     | 1995-96 Nike        | 1996-98 Nike           | 1998 Nike           | 1999 Kappa                | 1999-00 Kappa          | 2000-01 Kappa       |
| 2002 Kappa       | 2003-04 Puma        | 2004-05 Puma     | 2006 Puma        | 2006-07 Puma        | 2008 Puma              | 2008-09 Puma        | 2009 Puma                 | 2009 Puma              | 2010 Puma           |
| 2010-11 Puma     | 2011-13 Puma        | 2013 Puma        | 2013 Puma        | 2014-15 Puma        | 2015-17 Puma           | 2017-19 Puma        | 2020-21 Puma              | 2021 Puma              | 2021-22 Puma        |
| 2022 Puma        | 2023 Adidas         | 2024-25 Adidas   |                  |                     |                        |                     |                           |                        |                     |

### Seconda divisa
La seconda divisa della nazionale di calcio dell'Italia, ovvero quella da "trasferta", è tradizionalmente composta da una maglia bianca con richiami all'azzurro, da pantaloncini azzurri e da calzettoni bianchi. La maglia è di colore bianco dal 1911 (dal terzo incontro, quando venne deciso l'azzurro come colore per la divisa casalinga), salvo divenire nera in qualche occasione, durante il periodo fascista. I pantaloncini sono azzurri, ma spesso sono stati indossati di colore bianco a formare una divisa a tinta unita; nel kit in uso dal 2020 vengono spesso indossati calzoncini di colore blu navy, mentre in passato sono stati usati anche di colore nero. I calzettoni infine sono bianchi, salvo alcune divise del passato che disponevano di calzettoni azzurri o neri.

#### Storia

##### I primi decenni

L'Italia dei primi anni 1930, in campo con la divisa di cortesia bianca, intenta a eseguire il saluto romano prima dell'inizio di una partita.

Dopo essere stata utilizzata quale prima divisa nei primi due incontri della nazionale, la maglia bianca divenne con il tempo la seconda casacca ufficiale dell'Italia, dopo l'adozione, il 6 gennaio 1911, dell'azzurro come colore ufficiale della nazionale di calcio dell'Italia.
Comunque la prima volta in cui la nazionale di calcio dell'Italia utilizzò una seconda maglia al campionato mondiale, questa non fu bianca ma bensì nera, ed avvenne durante il periodo fascista. La rappresentativa italiana vestì in cinque occasioni una divisa completamente nera, voluta negli anni 1930 da Benito Mussolini: questa casacca, che debuttò nell'amichevole con la Francia del 17 febbraio 1935, venne poi utilizzata nel quarto di finale contro il Giappone al torneo calcistico degli XI Giochi olimpici di Berlino dell'anno seguente, nella seconda gara dei Mondiali del 1938, in questo caso ancora contro i francesi padroni di casa di quell'edizione, in una amichevole contro la Jugoslavia nello stesso anno e, infine, nel 1939 sempre contro i transalpini.

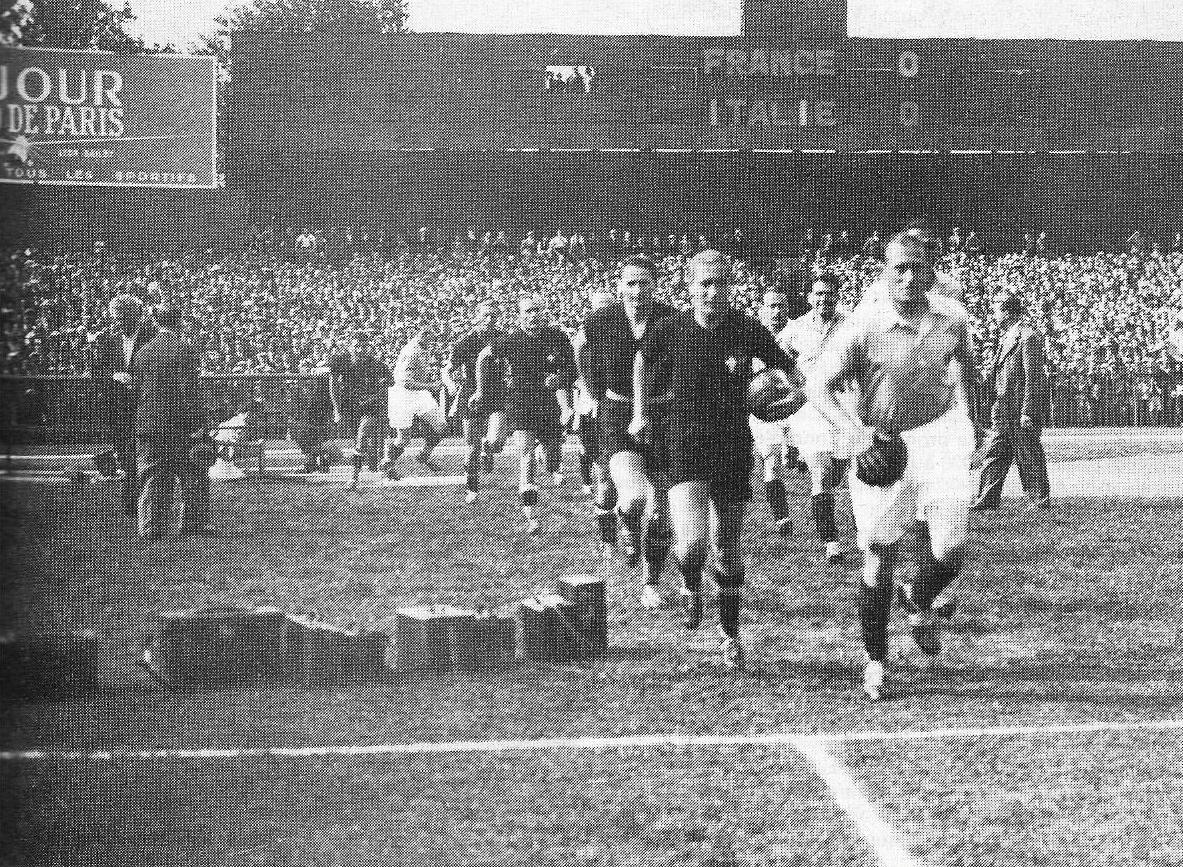
L'Italia, con la divisa nera, scende in campo contro la Francia per i quarti di finale del.

Dal dopoguerra la seconda divisa ufficiale dell'Italia sarà sempre e solo bianca, spesso con richiami all'azzurro. Da una casacca completamente bianca del 1948 si passò, negli anni cinquanta, ad una maglia in cui il bianco era spezzato da una fascia azzurra orizzontale a volte completamente sotto lo stemma e a volte che lo inglobava parzialmente, anche se nel 1956 l'Italia indossò nuovamente, nell'amichevole contro la Francia, una seconda maglia totalmente bianca. Queste maglie presentarono quasi sempre un giracollo, tranne in due occasioni che ebbero uno scollo a "V". I pantaloncini erano sia bianchi sia azzurri mentre i calzettoni furono quasi sempre gli stessi indossati con la prima divisa. Anche la seconda divisa presentò, per un anno intero, il lutto al braccio destro come conseguenza della tragedia di Superga del 4 maggio 1949, dove perì in un incidente aereo tutta la squadra del Grande Torino.
La seconda divisa però non venne mai utilizzata ai mondiali ed europei disputati dal secondo dopoguerra fino alla fine degli anni sessanta.

##### Anni settanta
Nell'iconico mondiale di Messico 1970, l'Italia indossò per la prima volta la maglia bianca in un incontro della Coppa del Mondo: in occasione della gara con Israele, la seconda divisa fu composta dalla maglia bianca abbinata a pantaloncini e calzettoni azzurri.
Con l'avvento del quadriennio del primo sponsor tecnico, Adidas (1974-1978) si passò, dopo il mondiale tedesco, ad una maglia bianca nel body, con girocollo e colletti delle maniche di colore azzurro. Al campionato del mondo 1974 la seconda divisa venne indossata solamente per l'incontro con Haiti, in un completo interamente bianco che per l'ultima volta nel decennio presentava la fascia orizzontale azzurra, mentre non venne utilizzata in nessun incontro del campionato del mondo 1978.

La nazionale Sperimentale in campo nel 1978 con la seconda divisa dell'epoca, bianca con bordini azzurri.

Nel periodo post sponsorizzazione Adidas, dopo il mondiale di Argentina 1978, la seconda divisa venne indossata in due incontri: nelle amichevoli dell'8 novembre 1978 a Bratislava con la Cecoslovacchia e del 13 giugno 1979 a Zagabria con la Jugoslavia; in entrambi casi l'abbinamento fu maglia e calzoncini bianchi con calzettoni azzurri.

##### Anni ottanta
Le prime maglie a polo proposte dall'azienda francese Le Coq sportif, furono riproposte anche nella seconda divisa: alla maglia bianca venivano aggiunti il colletto e i bordi maniche azzurri, con strisce tricolore. La seconda divisa approntata dallo sponsor tecnico non venne utilizzata al campionato d'Europa 1980, disputato in Italia. Venne invece indossata al campionato del mondo 1982, vinto dagli Azzurri, solamente nell'incontro del primo turno con il Camerun, nell'abbinamento maglia e pantaloncini bianchi, con calzettoni azzurri; questo identico completo, venne utilizzato in altre due occasioni: il 17 ottobre 1981 a	Belgrado, con la Jugoslavia, nelle qualificazioni a Spagna 1982 e nell'amichevole del 23 febbraio 1982 a Parigi con la Francia.
La maglia con il nuovo logo post vittoria nel mondiale, venne utilizzata solo in due occasioni (ancora con pantaloncini bianchi e calzettoni azzurri): in Cipro-Italia a Limassol del 12 febbraio 1983 e contro la Cecoslovacchia il 16 novembre dello stesso anno, entrambi incontri validi per le qualificazioni al campionato d'Europa 1984.
Con la sponsorizzazione tecnica dell'azienda Ennerre, durata per solo tre incontri nel 1985, l'Italia non scese mai in campo con una seconda divisa, indossando quindi sempre la versione casalinga. 
Subentrando la Diadora nel 1985, la divisa "away" del periodo 1985-1991 ebbe lo stesso stile della prima divisa, mantenendo il colletto e i bordi maniche azzurri con il tricolore sul resto della casacca bianca. La seconda divisa venne indossata al campionato del mondo 1986 solamente nell'incontro con la Corea del Sud, nell'abbinamento maglia e pantaloncini bianchi, con calzettoni azzurri, mentre non fu mai utilizzata sia al campionato d'Europa 1988 sia al campionato del mondo 1990. Più in generale, fu indossata solamente in altre due occasioni: nell'amichevole del 31 marzo 1988 a Spalato con la Jugoslavia e nell'incontro di qualificazione al campionato d'Europa 1992, del 22 dicembre 1990 a Limassol contro Cipro.

##### Anni novanta

Roberto Donadoni in maglia bianca nel 1992.

La seconda maglia del periodo 1991-1994 venne utilizzata in quattro occasioni: nelle trasferte in Scozia, Irlanda ed Estonia e nell'incontro di Cesena con la nazionale di San Marino. Nella sua versione serigrafata invece, utilizzata al campionato del mondo 1994, venne indossata contro l'Irlanda nella classica versione maglia e calzettoni bianchi con pantaloncini azzurri e contro la Nigeria in una versione interamente bianca.
Durante il quadriennio 1995-1998, in cui la Nike fu lo sponsor tecnico della nazionale, le seconde divise dell'Italia furono uguali alle divise "home" per trama nelle maglie, nei pantaloncini e nei calzettoni, con la sola inversione di colore tra l'azzurro e il bianco.
La seconda divisa del biennio 1995-1996 fu indossata una sola volta, in occasione dell'incontro di qualificazione al campionato d'Europa 1996 giocato il 29 marzo 1995 a Kiev con l'Ucraina, in un completo che presentava maglia e pantaloncini bianchi, con calzettoni azzurri.
La divisa da trasferta del biennio 1996-1998 non venne mai utilizzata nel campionato d'Europa 1996, ma fu indossata in tre occasioni, nel classico completo maglia e calzettoni bianchi con pantaloncini azzurri, contro Ungheria, Moldavia e Francia.
L'ultima seconda divisa firmata Nike, quella del 1998, venne indossata solamente nella gara d'esordio del campionato del mondo 1998, l'11 giugno a Bordeaux	contro il Cile.
La prima divisa del biennio 1999-2000, realizzata dalla Kappa, presentò due versioni: una a girocollo a maniche lunghe e una con scollo a "V" a maniche corte; di conseguenza, anche la seconda divisa di questo kit presentava due versioni: una maglia bianca con fascia orizzontale azzurra, come avveniva per le seconde divise utilizzate fino agli anni settanta, e il girocollo o lo scollo a "V" anch'essi di colore azzurro. La prima versione, con il girocollo, venne utilizzata in occasione dell'incontro di qualificazione al campionato d'Europa 2000 del 27 marzo 1999 a Copenaghen contro i padroni di casa della Danimarca. La seconda versione, con scollo a "V", non fu mai indossata, anche se era stata preparata per Croazia-Italia del 28 aprile 1999, amichevole disputata a Zagabria.

##### Anni duemila

Gli azzurri per la prima volta con la divisa bianca in una finale.

Le seconde divise per campionato d'Europa 2000 e per il campionato del mondo 2002, modello Kombat 2000, furono identiche alle divise "home", con la stessa trama e con l'inversione di colore tra il bianco e l'azzurro (più tendente al blu), utilizzato per numeri e loghi. Furono utilizzate solamente in sei incontri, tra i quali la finale dell'europeo del 2000 contro la Francia (per la prima volta la nazionale italiana non indossò la prima divisa in un incontro della rassegna continentale), in completo totalmente bianco, e nella gara contro il Messico al mondiale di Corea del Sud-Giappone 2002, nel classico abbigliamento maglia e calzettoni bianchi con pantaloncini azzurri.
La seconda divisa del biennio 2003-2004 venne utilizzata una sola volta, contro la Serbia e Montenegro, nella trasferta di Belgrado del 10 settembre 2003, ed era composta da un completo interamente bianco, riproponente la stessa trama della prima divisa.

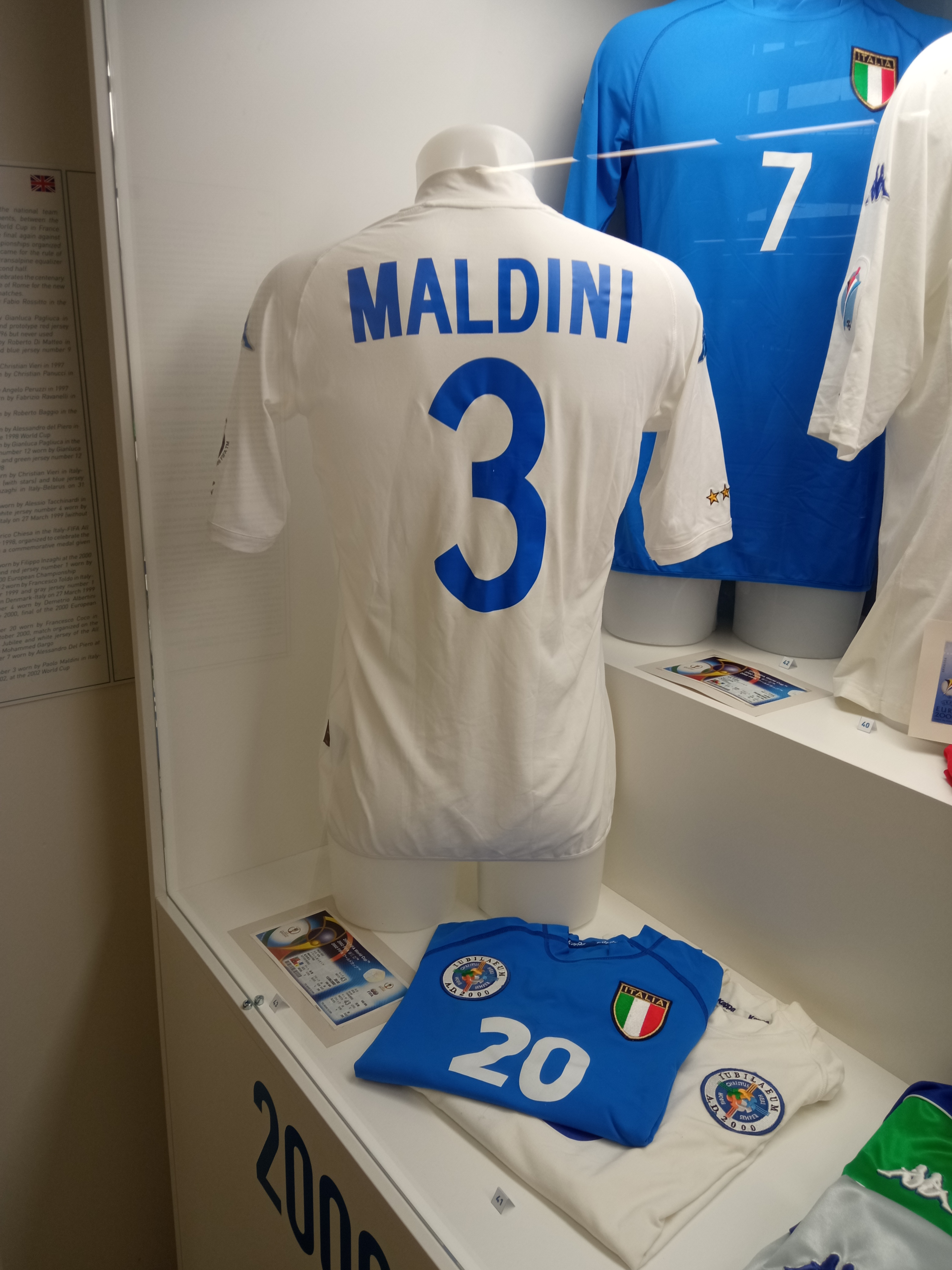
Dettaglio della numerazione sulla divisa bianca di Paolo Maldini indossata al

Il kit "away" per il campionato d'Europa 2004, che presentava la maglia bianca, pantaloncini azzurri e calzettoni bianchi venne utilizzato dall'Italia nel torneo continentale solamente per l'incontro con la Danimarca; fu utilizzato in una successiva gara di qualificazione a Germania 2006, contro la Moldavia, in un completo interamente bianco.
A fine 2005, per l'amichevole di Amsterdam con i Paesi Bassi, si ebbe una svolta epocale: la seconda divisa indossata era differente dalla prima per stile; non vi erano le tanto criticate due strisce di color blu navy, e lo stemma centrale era inserito all'interno di triangolo azzurro posto sotto il colletto. Inoltre, il logo Puma, i numeri di maglia e i nomi erano in nero, colore non presente nella versione "home". Questa divisa non venne mai utilizzata nel vittorioso campionato del mondo 2006 che portò gli Azzurri alla conquista del quarto titolo mondiale, ma venne indossata in altre due occasioni, contro la Costa d'Avorio e contro la Francia (in quest'ultimo caso in completo interamente bianco).
La seconda divisa del biennio 2008-2010, utilizzata per la prima volta nella trasferta in Scozia di fine 2007 per l'incontro di qualificazione all'europeo contro i padroni di casa, fu molto differente dalla prima divisa per stile, cosa che diventerà pressoché una costante per tutti kit che seguiranno negli anni. La maglia era caratterizzata da un colletto a polo bianco, ricamato in oro sui bordi e con un piccolo tricolore sull'abbottonatura. Il logo Puma era sulla sinistra, sotto al tricolore, e i numeri (in blu notte) sul lato destro. I pantaloncini furono il blu notte e i calzoncini bianchi con strisce orizzontali anch'esse blu notte. Altra particolarità nel FIFA Champions Badge, che era posto al lato sinistro anziché centrale, dov'era collocato nella prima maglia. Al campionato d'Europa 2008 venne utilizzata, in un completo interamente bianco, negli incontri con Francia e Spagna e in altre quattro occasioni successive. Solamente contro l'Irlanda, nell'amichevole di Dublino, la maglia fu abbinata ai pantaloncini blu notte.
Per la partecipazione dell'Italia alla FIFA Confederations Cup 2009, la Puma non realizzò nessuna seconda divisa speciale per il torneo. L'alternativa alla prima divisa (maglia celeste e pantaloncini e calzettoni marrone) consisteva nell'utilizzo di pantaloncini e calzettoni bianchi.

##### Anni duemiladieci
Il 3 marzo 2010 venne presentata la nuova maglia da trasferta per il mondiale di Sudafrica 2010, facente parte del kit PowerCat 1.10, con la seconda divisa che presentava un colletto a polo con risvolto tricolore, dettagli in oro e blu e nessuna armatura disegnata come trama, a differenza della prima divisa. Anche i pantaloncini della seconda divisa, di color bianco, furono ispirati al pugilato, con un'alta fascia in vita al cui centro vi era la bandiera italiana incastonata in un riquadro dorato, a imitazione della cintura di un pugile. Nel torneo mondiale, la divisa non venne mai utilizzata.

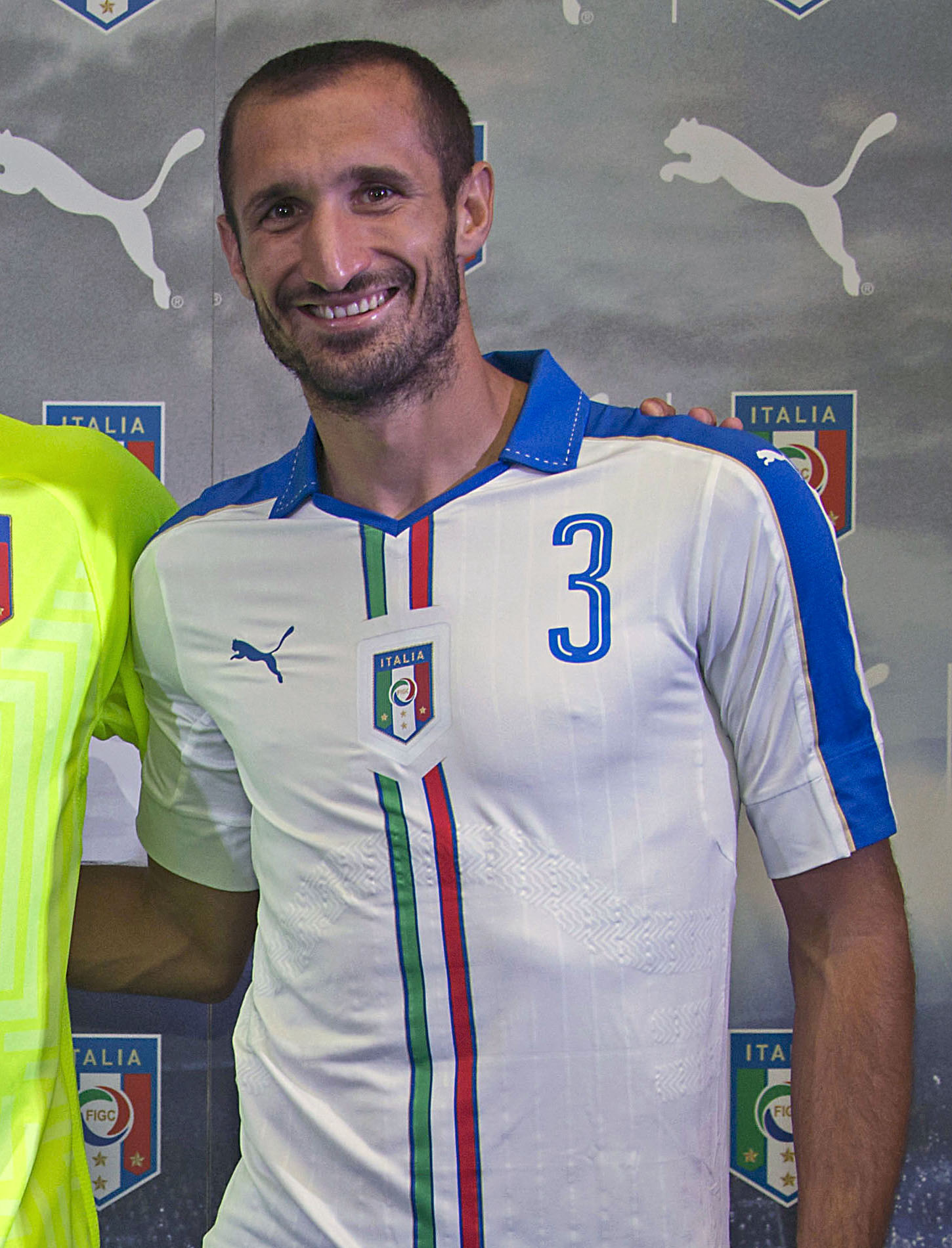
Il capitano Giorgio Chiellini alla presentazione della seconda divisa per il.

Per il campionato d'Europa 2012, la Puma realizzò una seconda divisa ispirata ai modelli storici della nazionale, che fu presentata nel febbraio 2012, con una maglia bianca accompagnata da una fascia azzurra orizzontale, all'interno della quale vennero posizionati il logo dello sponsor tecnico, in bianco, e lo stemma della FIGC. Lo scollo a "V" aveva un doppio bordino azzurro; i pantaloncini erano azzurri e i calzettoni bianchi con fascia orizzontale azzurra. La seconda divisa dell'europeo venne mantenuta dagli Azzurri anche per la partecipazione alla FIFA Confederations Cup 2013, per la quale la Puma aveva realizzato invece un'apposita prima divisa, e venne indossata nel completo interamente bianco in tre occasioni: contro Messico, Spagna e Uruguay.
La seconda divisa presentata per il campionato del mondo 2014 fu notevolmente innovativa: il colletto, a "V" sottolineato da un inserto azzurro, e la gessatura (riproposta anche sulle maniche e in basso nella parte posteriore). I calzoncini furono azzurri mentre i calzettoni bianchi. Questo kit non fu mai indossato durante la rassegna mondiale.
A settembre 2015 fu utilizzata, per la prima volta, la seconda divisa per il campionato d'Europa 2016. La maglia era dotata di colletto a polo azzurro e scollo a V, con una banda azzurra sulle spalle delineata da una bordatura dorata.  In mezzo vi era striscia in verticale con il tricolore, al cui centro del petto vi era l'inserimento del logo della FIGC. I numeri erano in alto a sinistra, mentre all'interno del collo si trovava una cucitura dorata e l'etichetta con la scritta Tradizione Forza Azzurri e le quattro stelle. Venne indossata, nel torneo continentale, in una sola occasione, contro il Belgio.
Nel 2016 fu presentata invece una seconda divisa che celebrava il decennale della vittoria degli Azzurri al mondiale del 2006. Ritornava il triangolo sotto il colletto e i bordi manica blu navy e del logo venne tenuta solo la struttura, dorata con le quattro stelle.

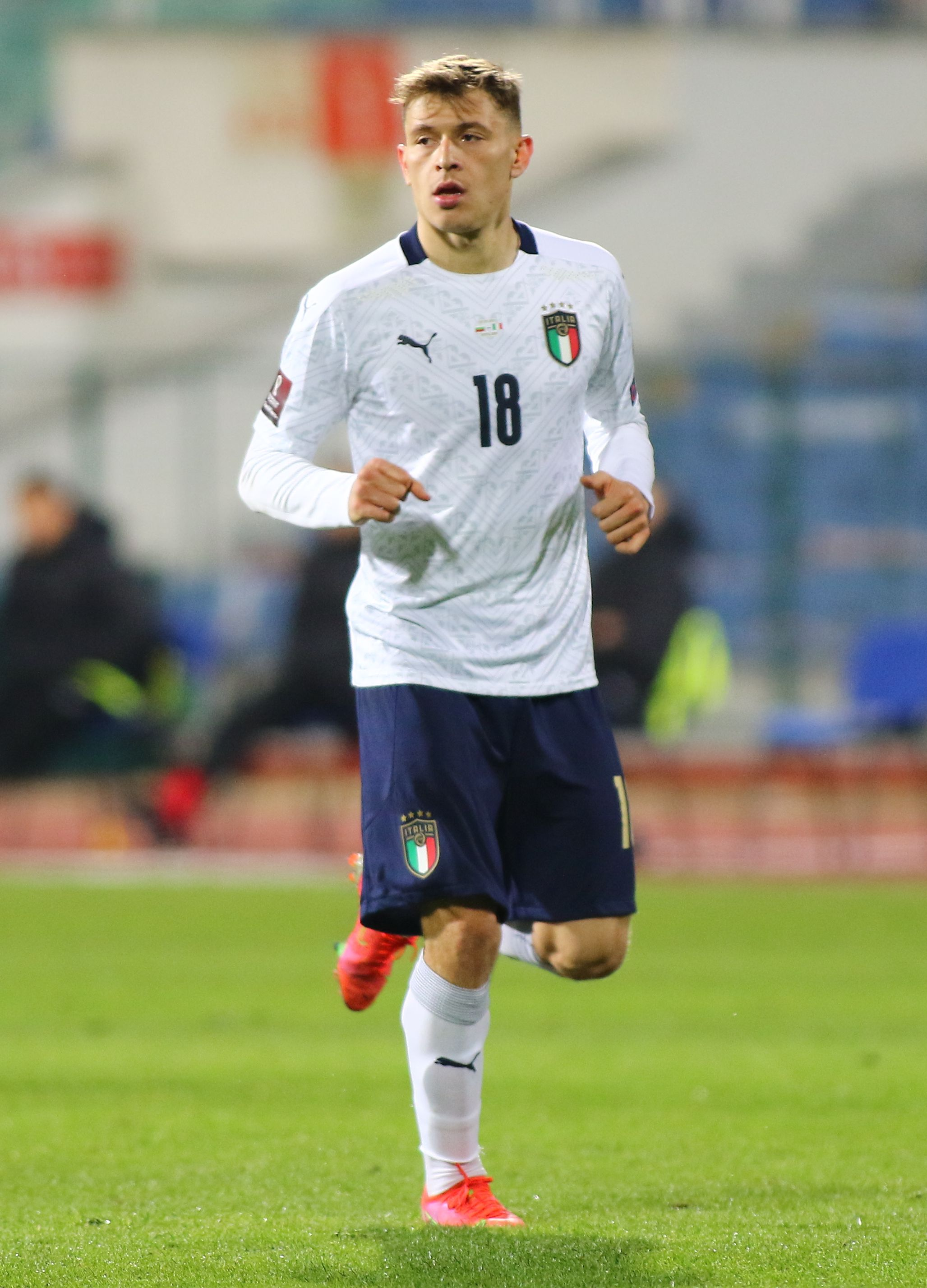
Nicolò Barella, mentre indossa la seconda divisa del periodo 2019-2020.

Invece la seconda divisa ipotizzata per la Coppa del Mondo del 2018, alla quale l'Italia non partecipò, era completamente bianca, con un ampio girocollo orlato di azzurro, e richiami allo stesso colore e al tricolore della bandiera sull'orlo delle maniche.
Il 7 ottobre 2019 venne presentata la seconda divisa del kit Rinascimento, con il bianco sempre colore predominante e inserti blu nella zona del collo, oltre alla trama tono su tono, di ispirazione ancora rinascimentale.

##### Anni duemilaventi

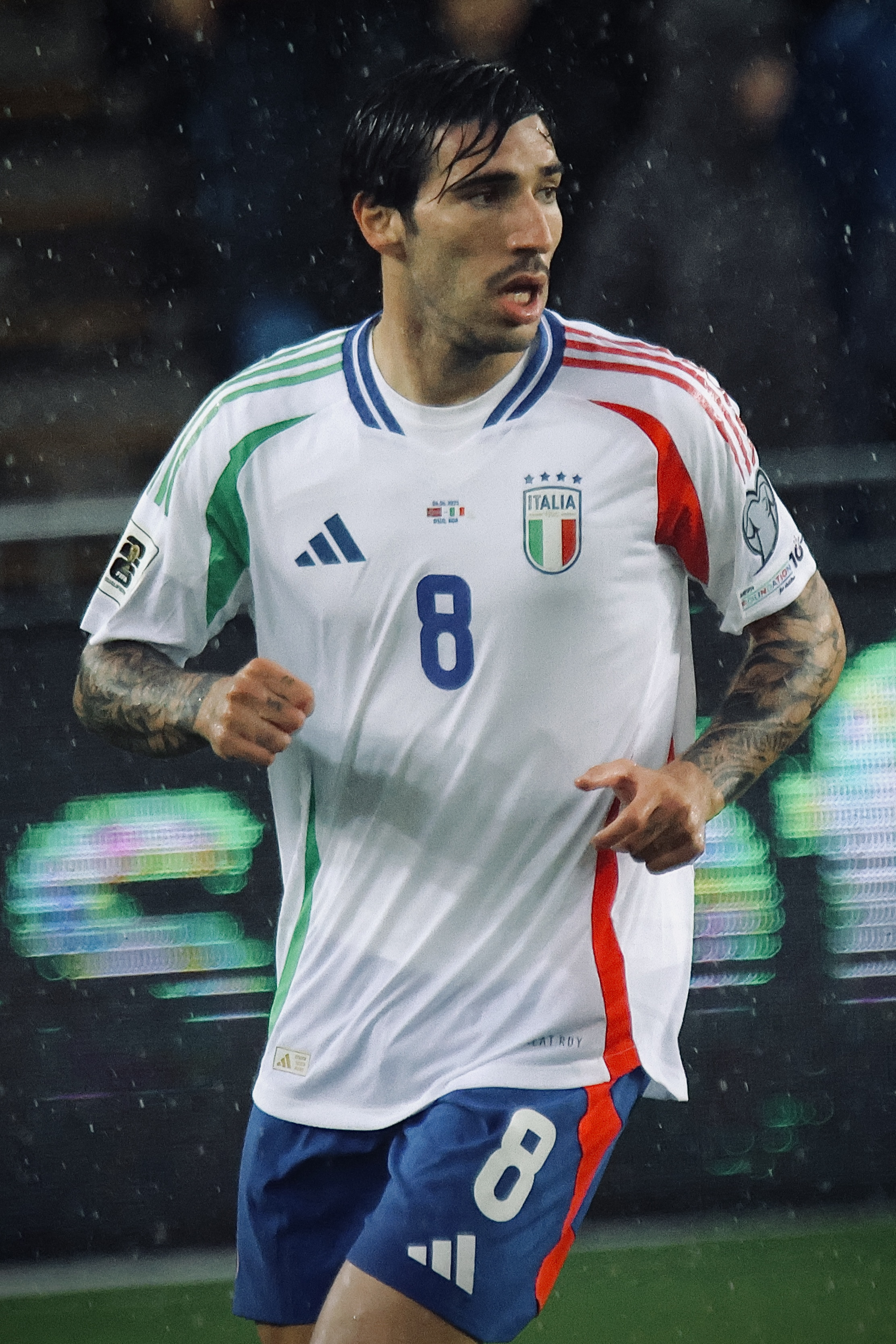
Sandro Tonali con la seconda divisa del biennio 2024-2025.

La divisa "away" del campionato d'Europa 2020 confermava la base bianca della maglia, con dettagli blu navy sulle spalle e sull'orlo delle maniche e girocollo. Infine, sul petto vi sono affiancati, in posizione centrale, i loghi del brand e della FIGC sopra due sottili strisce verde e rosso che incorniciano la scritta ITALIA. Fu indossata, durante il torneo continentale vinto dall'Italia, in due incontri: con Turchia e Belgio, nel completo interamente bianco.
Il 29 agosto 2022, la Puma presentò l'ultima seconda divisa della sua sponsorizzazione: su base bianca vi erano delle strisce tricolori nella parte centrale, snodandosi anche sulle maniche. Il design contemplava anche l'azzurro nel girocollo e qualche striscia dorata, tra cui anche la scritta Italia sul retro, per richiamare le vittorie passate della squadra; il tutto con lo stemma posto centralmente. La maglia venne utilizzata nell'ultima gara dell'era Puma, in trasferta a Vienna contro l'Austria.

#### Evoluzione
| 1934                   | 1935-38         | 1948            | 1949         | 1950         | 1951           | 1954 Italo Sport | 1954 Italo Sport | 1956                   | 1962 Fedeli            |
| 1966                   | 1967            | 1970            | 1972-74      | 1974 Adidas  | 1974-78 Adidas | 1978 Baila       | 1979 Baila       | 1979-80 Le Coq sportif | 1981-83 Le Coq sportif |
| 1983-84 Le Coq sportif | 1985-91 Diadora | 1991-94 Diadora | 1994 Diadora | 1995-96 Nike | 1996-98 Nike   | 1998 Nike        | 1999-00 Kappa    | 1999-00 Kappa          | 2000-01 Kappa          |
| 2002-03 Kappa          | 2003-04 Puma    | 2004-05 Puma    | 2005-06 Puma | 2006-07 Puma | 2007-08 Puma   | 2008-09 Puma     | 2010 Puma        | 2010-11 Puma           | 2012-13 Puma           |
| 2014-15 Puma           | 2015-16 Puma    | 2016-17 Puma    | 2018-19 Puma | 2019-20 Puma | 2021 Puma      | 2021-22 Puma     | 2022 Puma        | 2023 Adidas            | 2024 Adidas            |

### Terza divisa

#### Storia
Il 1954 è l'anno in cui venne indossata una divisa che presentava un colore alternativo all'azzurro e al bianco, i due colori storici. Il 5 dicembre di quell'anno, l'Italia ospitò un amichevole contro l'Argentina e i giocatori della rappresentativa italiana scesero in campo con una inedita maglia verde, sulla quale veniva mantenuto lo stesso stemma usato in quel periodo. I pantaloncini rimasero bianchi, mentre i calzettoni furono neri bordati di verde.
Nel 30 maggio 1990, l'Italia indossò la maglia d'allenamento bianca e blu divisa diagonalmente (con un disegno simile a quello delle tute di rappresentanza portate dalla nazionale durante l'ingresso in campo) durante un'amichevole non ufficiale contro la Grecia a Perugia.
Per i cinquant'anni che seguirono quell'evento, la nazionale rimase con i classici due colori fino al 2004 quando, per un'amichevole a Reykjavík con l'Islanda del 17 agosto, l'Italia utilizzò un'inedita divisa blu scuro.
Nel 2019, per la prima volta nella sua storia, l'Italia si dotò ufficialmente di una terza divisa nel kit denominato Rinascimento, rispolverando nell'occasione il verde già visto in quell'amichevole del 1954. La nuova maglia verde, inaugurata il 12 ottobre 2019 per l'incontro di qualificazione a Euro 2020 a Roma contro la Grecia, presentava un pattern grafico sulla parte frontale e sulle maniche ispirato all'arte rinascimentale italiana, resa celebre da dipinti, tessuti e opere architettoniche.

#### Evoluzione
| 1954 Italo Sport | 2004 Puma | 2019 Puma |

### Divise celebrative
Ad agosto 2012, la FIGC e la Puma presentarono una maglia speciale che celebrava il trentennale della vittoria della nazionale al campionato del mondo 1982. La maglia fu la stessa indossata al campionato d'Europa 2012, con l'aggiunta di dettagli stilistici che si trovavano nella divisa del 1982: i colori del colletto e degli orli delle maniche blu, con inserto tricolore, richiamavano quelli originali, mentre la stampa dorata presente all'interno del collo ripropose tutti i risultati delle partite disputate al mondiale di Spagna e il numero applicato sul retro aveva lo stesso font di quello utilizzato in quella edizione del torneo. Per ultimo, il logo FIGC venne adornato da una grafica dorata. Questa maglia fu indossata per l'amichevole del 15 agosto contro l'Inghilterra.
| 2012 Puma |

### Divisa dei portieri

#### Prima divisa

Dino Zoff con la più classica divisa dei portieri: maglia grigia con colletto azzurro, pantaloncini neri e calzettoni azzurri.

Le prime divise dei portieri della nazionale furono di colore bianco o nero. Nel secondo dopoguerra, si cambiò passando a varie tonalità di grigio, con colletto e bordi blu e pantaloncini neri. Questa divisa dei portieri rimase pressoché invariata fino agli anni ottanta, quando il grigio della maglia divenne un argento metallico, frutto anche delle novità tecniche dell'industria tessile. Dall'inizio del decennio successivo vennero realizzate ancora divise dei portieri con i colori tradizionali argento o grigio, ma che presentavano anche altri colori in disegni centrali e/o sulle maniche e, inoltre, il portiere non disponeva più di una sola divisa nel kit ufficiale. Nel 2002 invece si è abbandonato l'utilizzo di un colore univoco per la prima divisa dei portieri: nei kit successivi, la prima uniforme fu di colore nero, marrone, giallo, verde, rosso e ancora grigio. 
| 1910         | 1914           | 1915            | 1920                   | 1924            | 1925-27           | 1928-29           | 1930-34         | 1936            | 1942         |
| 1945         | 1946           | 1947            | 1947                   | 1948            | 1949              | 1949-50           | 1950-51         | 1952-59         | 1959         |
| 1960-74      | 1974-78 Adidas | 1978-79 Baila   | 1979-84 Le Coq sportif | 1984-85 Ennerre | 1985-1988 Diadora | 1988-1991 Diadora | 1991-93 Diadora | 1993-94 Diadora | 1995-96 Nike |
| 1996-98 Nike | 1998 Nike      | 1999-2000 Kappa | 2000-01 Kappa          | 2002 Kappa      | 2003-04 Puma      | 2004-05 Puma      | 2006-07 Puma    | 2008-09 Puma    | 2009 Puma    |
| 2009 Puma    | 2010-11 Puma   | 2012-13 Puma    | 2014-15 Puma           | 2015-17 Puma    | 2017-19 Puma      | 2020-21 Puma      | 2021 Puma       | 2021-22 Puma    | 2022 Puma    |

#### Seconda divisa

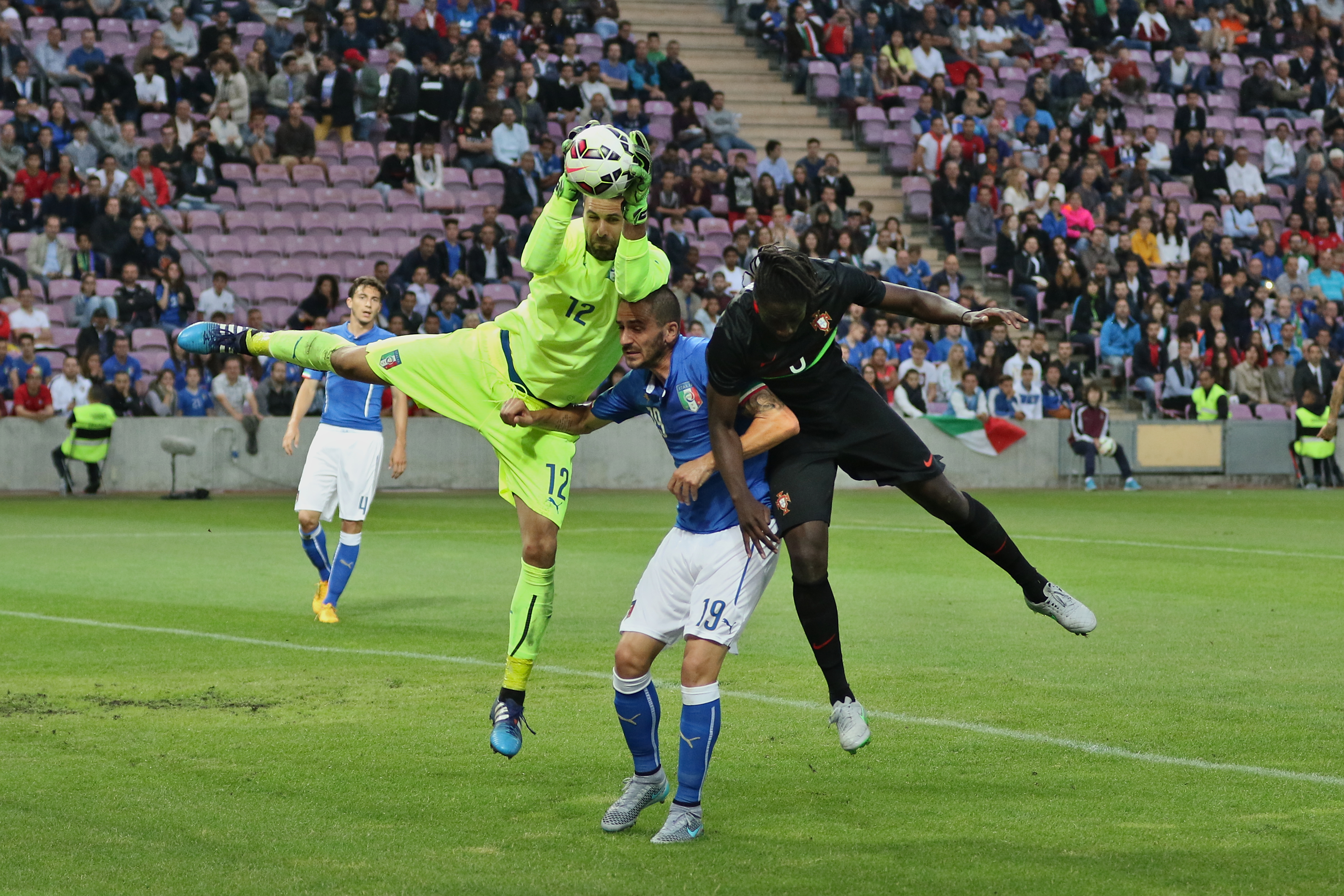
Salvatore Sirigu mentre indossa la seconda divisa del biennio 2014-2015, durante una fase di gioco.

La seconda divisa del portiere iniziò a comparire nel kit ufficiale della nazionale di calcio dell'Italia agli inizi degli anni novanta dello scorso secolo. Il primo modello di seconda uniforme era quasi identico alla prima uniforme: differiva solo nel cambio di un colore della trama principale, mantenendo il grigio come colore principale. Già nella successiva divisa avviene una differenziazione sostanziale di colori tra il primo kit del portiere ed il secondo: il verde ed il rosso, di varie tonalità, si alterneranno come colori predominanti e in un caso (nella divisa per il campionato d'Europa 2012), lo storico colore grigio verrà utilizzato nella seconda uniforme.
| 1938         | 1991-93 Diadora | 1993-94 Diadora | 1998 Nike    | 1999-2000 Kappa | 2000-01 Kappa | 2002 Kappa   | 2003-04 Puma   | 2004-05 Puma | 2006-07 Puma |
| 2008-09 Puma | 2009 Puma       | 2009 Puma       | 2010-11 Puma | 2012-13 Puma    | 2014-15 Puma  | 2015-17 Puma | 2017-2019 Puma | 2020-21 Puma | 2021 Puma    |
| 2021-22 Puma | 2022 Puma       |                 |              |                 |               |              |                |              |              |

#### Terza divisa

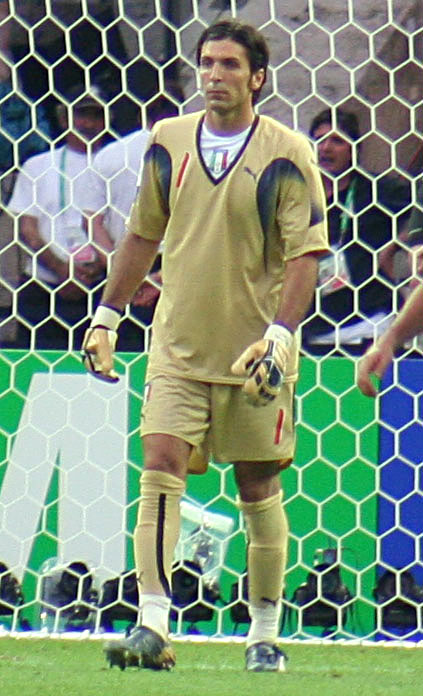
Buffon con l'iconica divisa oro, indossata durante la finale del campionato mondiale di calcio 2006.

La terza divisa per i portieri è apparsa per la prima volta con l'ultimo kit della Nike, per il campionato del mondo 1998, divenendo in seguito quasi una prassi per tutte le divise firmate Kappa e Puma. Tra le terze divise degli estremi difensori, principalmente di colore verde o rosso, spicca la divisa oro del biennio 2006-2007, sia per l'unicità di quel colore nella storia della nazionale di calcio dell'Italia, sia perché rimasta impressa nell'immaginario collettivo di tutti i tifosi, in quanto indossata da Gianluigi Buffon in occasione finale del campionato mondiale di calcio 2006 contro la Francia, che ha consegnato agli Azzurri il quarto titolo mondiale.
| 1998 Nike    | 1999-2000 Kappa | 2003-04 Puma | 2004-05 Puma | 2006-07 Puma | 2008-2009 Puma | 2010-11 Puma | 2012-13 Puma | 2014-15 Puma | 2015-17 Puma |
| 2017-19 Puma | 2020-22 Puma    | 2022 Puma    |              |              |                |              |              |              |              |

#### Quarta divisa
Nel secondo millennio, in un paio di kit è apparsa anche la quarta divisa del portiere; più precisamente nel kit utilizzato per il campionato d'Europa 2004, con una maglia celeste su pantaloncini e calzettoni neri, e in quello del campionato d'Europa 2016, con la divisa riproponente la stessa trama di tutte le uniformi del portiere di quel biennio, con il verde come colore predominante.
| 2004-06 Puma | 2015-17 Puma |

#### Divise speciali
L'incontro con la Macedonia, dell'ottobre 2017 e valido come qualificazione al campionato del mondo 2018, fu storico per quanto concerne le divise dei portieri dell'Italia; per la prima volta l'estremo difensore della nazionale italiana scese in campo indossando una maglia azzurra: era la presentazione della prima divisa ufficiale, che i giocatori di movimento avrebbero indossato dalla gara successiva.
| 2017 Puma |

### Maglie ritirate
Benché non sia mai utilizzata nei tornei ufficiali della FIFA o dell'UEFA, poiché le numerazioni vanno dall'1 al 26, la Federazione Italiana Giuoco Calcio ha comunque ritirato simbolicamente la maglia con il 39, come gesto simbolico per ricordare le trentanove persone che morirono il 29 maggio 1985 nella strage dell'Heysel, delle quali trentadue italiane, poco prima dell'inizio della finale di Champions League tra Juventus e Liverpool allo stadio Heysel di Bruxelles, in cui vi furono anche seicento persone circa che rimasero ferite. Il ritiro del numero di maglia 39 è avvenuto nel 2015, con una cerimonia svolta a Bruxelles il 12 novembre, depositando di un mazzo di fiori sotto la lapide che ricorda la strage, alla presenza di una delegazione dell'"Associazione dei familiari dell'Heysel", dell'allora presidente federale Carlo Tavecchio e della nazionale italiana, che avrebbe giocato il giorno dopo contro la nazionale belga. Questa decisione fu assunta dal Consiglio Federale, su proposta di Tavecchio, dando seguito a una petizione lanciata in precedenza dall'"Associazione dei familiari dell'Heysel".
Una maglia della nazionale di calcio, riportante il numero 39, è stata autografata da tutti i calciatori convocati per l'incontro in Belgio del novembre 2015 ed è esposta tra le collezioni del Museo del calcio, nel Centro tecnico federale Luigi Ridolfi.

## Sponsor tecnico

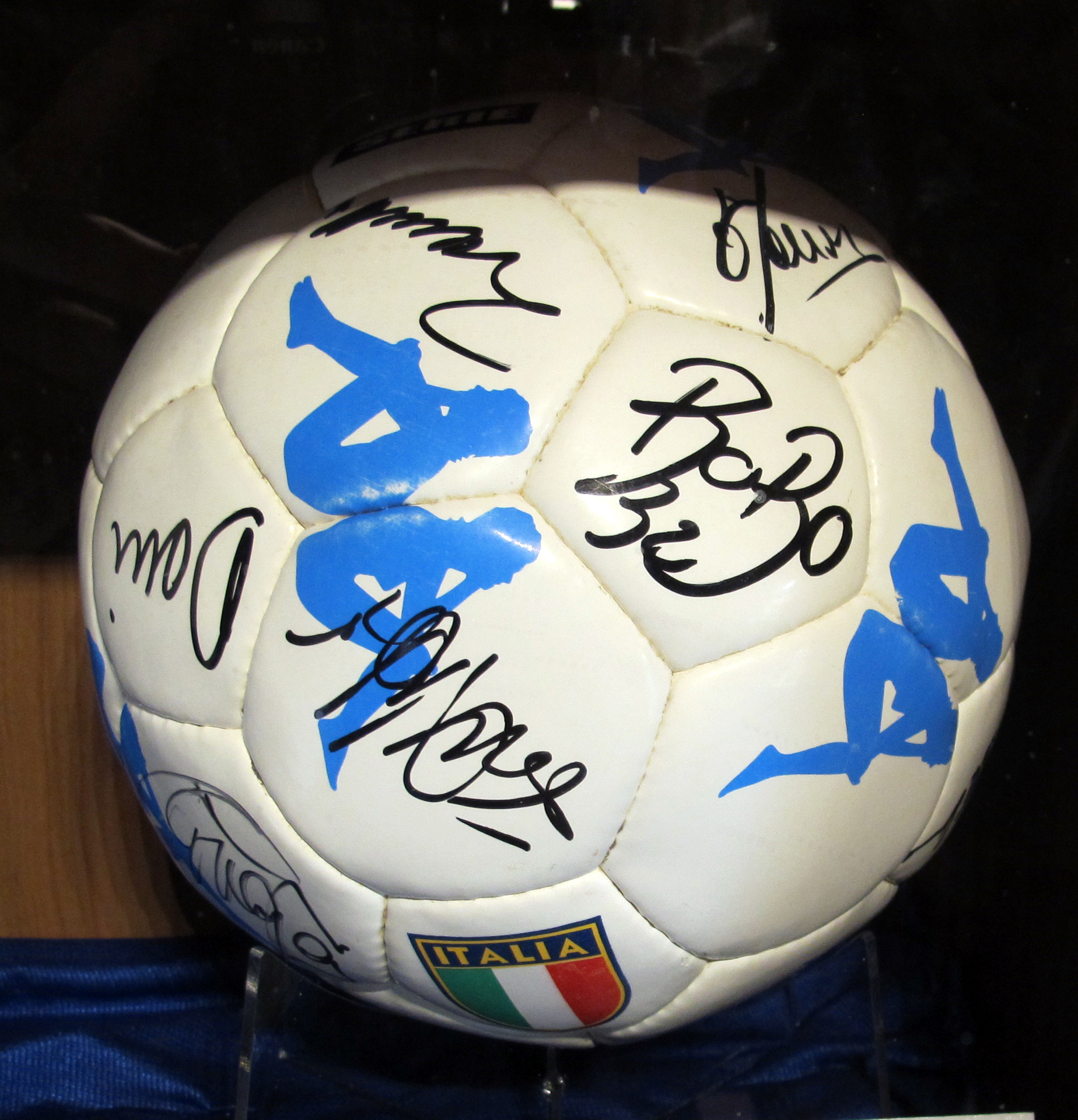
Pallone da calcio firmato dai calciatori italiani al, con evidenziato in azzurro il logo della Kappa, sponsor tecnico in quel periodo.

Pur essendoci state in precedenza ditte che fornivano le maglie alla nazionale, il primo sponsor tecnico della nazionale di calcio dell'Italia è stato Adidas, azienda tedesca che ha vestito gli Azzurri dal 1974 al 1978 e che veste nuovamente la nazionale di calcio dell'Italia dal 1º gennaio 2023. La sponsorizzazione più longeva, invece, è quella con Puma, che ha fornito le divise alla rappresentativa italiana ininterrottamente dal 2003 alla fine del 2022. 
Di seguito la cronologia degli sponsor tecnici della nazionale italiana:
| Periodo   | Azienda                 |
| --------- | ----------------------- |
| 1910-1974 | Nessuno sponsor tecnico |
| 1974-1978 | Adidas                  |
| 1978-1979 | Baila                   |
| 1979-1984 | Le Coq sportif          |
| 1985      | NR                      |
| 1985-1994 | Diadora                 |
| 1995-1998 | Nike                    |
| 1999-2002 | Kappa                   |
| 2003-2022 | Puma                    |
| 2023-     | Adidas                  |

## Stemma

### Storia

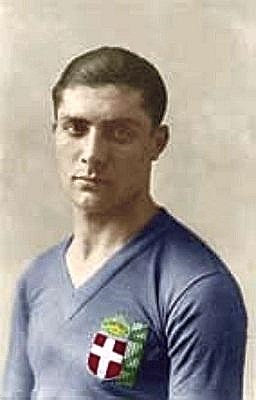
Giuseppe Meazza posa con la maglia azzurra del periodo interbellico, sulla quale la croce sabauda del Regno d'Italia era affiancata al fascio littorio del regime fascista.

Fin dai primi incontri ufficiali della nazionale italiana, sul lato sinistro delle neonate maglie azzurre venne cucita la croce sabauda, costituita da una croce bianca in campo rosso, su sfondo azzurro.
Nel 1927 sulla maglia azzurra, accanto alla croce sabauda, vennero aggiunti due nuovi simboli: la corona sopra il vecchio stemma e il fascio littorio a lato destro dello stesso. Per volontà del duce Benito Mussolini, l'abbinamento dell'armoriale di casa Savoia e del fascio littorio accompagnerà tutti gli incontri degli Azzurri fino al 1942, anno dell'ultimo incontro prima dell'interruzione bellica dovuta alla Seconda Guerra Mondiale.
Nel secondo dopoguerra, caduto il regime fascista ma con ancora in vigore la monarchia, nel 1945 la nazionale riprese l'attività riproponendo nuovamente la croce sabauda, senza più il fascio littorio.
Abolita anche la monarchia, con la nascita della Repubblica Italiana nel 1946, in quell'anno gli Azzurri scesero in campo senza alcun stemma, e, nel 1947, trovò posto sulle maglie un tricolore originariamente raccolto in uno scudetto con bordo dorato, di forma analoga a quello delle squadre campioni d'Italia di qualsiasi disciplina.

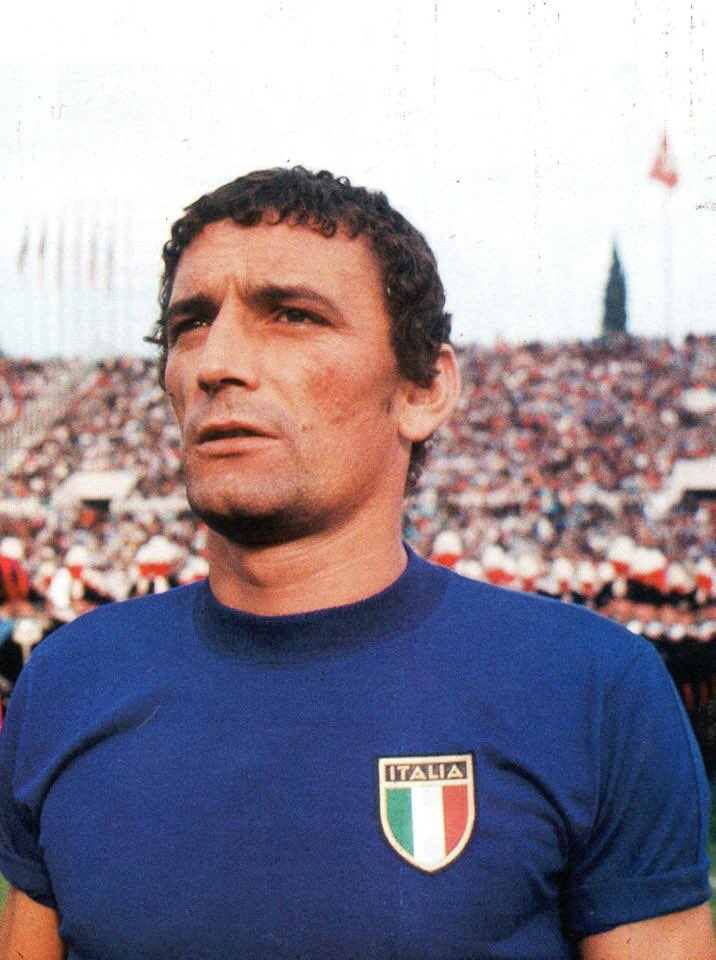
Gigi Riva in azzurro, con lo scudetto usato dal 1952 al 1982.

Già dopo qualche anno, precisamente nel 1952, si ebbe la prima modifica al logo cucito sulle maglie della nazionale: lo scudo tricolore venne sormontato con una banda orizzontale nera, anch'essa all'interno di una ulteriore bordatura dorata, contenente la scritta ITALIA in maiuscolo e di colore oro. Questo logo accompagnò gli incontri della nazionale fino al 1982, quando venne apportata una piccola variante consistente nell'aggiunta della scritta FIGC, sempre in color oro, posizionata verticalmente nella banda bianca del tricolore.
A seguito della vittoria nel campionato del mondo 1982 venne modificato lo stemma, e il nuovo logo prevedeva uno scudo svizzero, bordato in oro, contenente il tricolore sovrastato da una banda nera al cui interno trovavano spazio tre stelle dorate, rappresentanti i tre titoli mondiali conquistati. Tale scelta della FIGC fece seguito a quella della Federazione calcistica del Brasile, che nel 1970 utilizzò le tre stelle per celebrare i tre mondiali vinti dalla nazionale Verdeoro. Bisognerà attendere il campionato mondiale di calcio 1998 perché la FIFA regolarizzi l'utilizzo delle stelle, consentendo a tutte le federazioni che hanno vinto almeno un titolo mondiale di apporre una stella, sul proprio logo e sulle maglie della rispettiva nazionale, per ogni Coppa del Mondo vinta.

Salvatore Schillaci in tuta di rappresentanza, con il logo FIGC usato dal 1984 al 1991.

Poco dopo però, nel 1984, la FIGC cambia nuovamente lo stemma sulle maglie della nazionale, inserendo il nuovo logo della Federcalcio stessa – concepito per la prima volta per essere sfruttato anche a fini commerciali –: uno stemma tondo bordato in oro, al cui interno sono posizionati, su campo azzurro, un tricolore diagonale con la scritta FIGC all'interno della banda bianca e sovrastato dalla scritta ITALIA, entrambe in corsivo e dorate, e le tre stelle in oro, verticali e oblique anch'esse. Questo stemma rimarrà sulle maglie della nazionale fino al 1991, quando la Federcalcio presentò il suo nuovo logo disegnato da Patrizia Pattacini, vincitrice di un apposito concorso indetto. 
Il nuovo stemma, sulle divisa azzurre dalla seconda metà del 1991, rappresenta una "i" composta da una striscia stilizzata e obliqua, con il puntino azzurro in alto a sinistra; nella parte alta della striscia verticale trovavano posto le tre stelle dorate su campo azzurro, al centro su campo bianco la denominazione estesa FEDERAZIONE ITALIANA GIUOCO CALCIO e, in basso, il tricolore. 

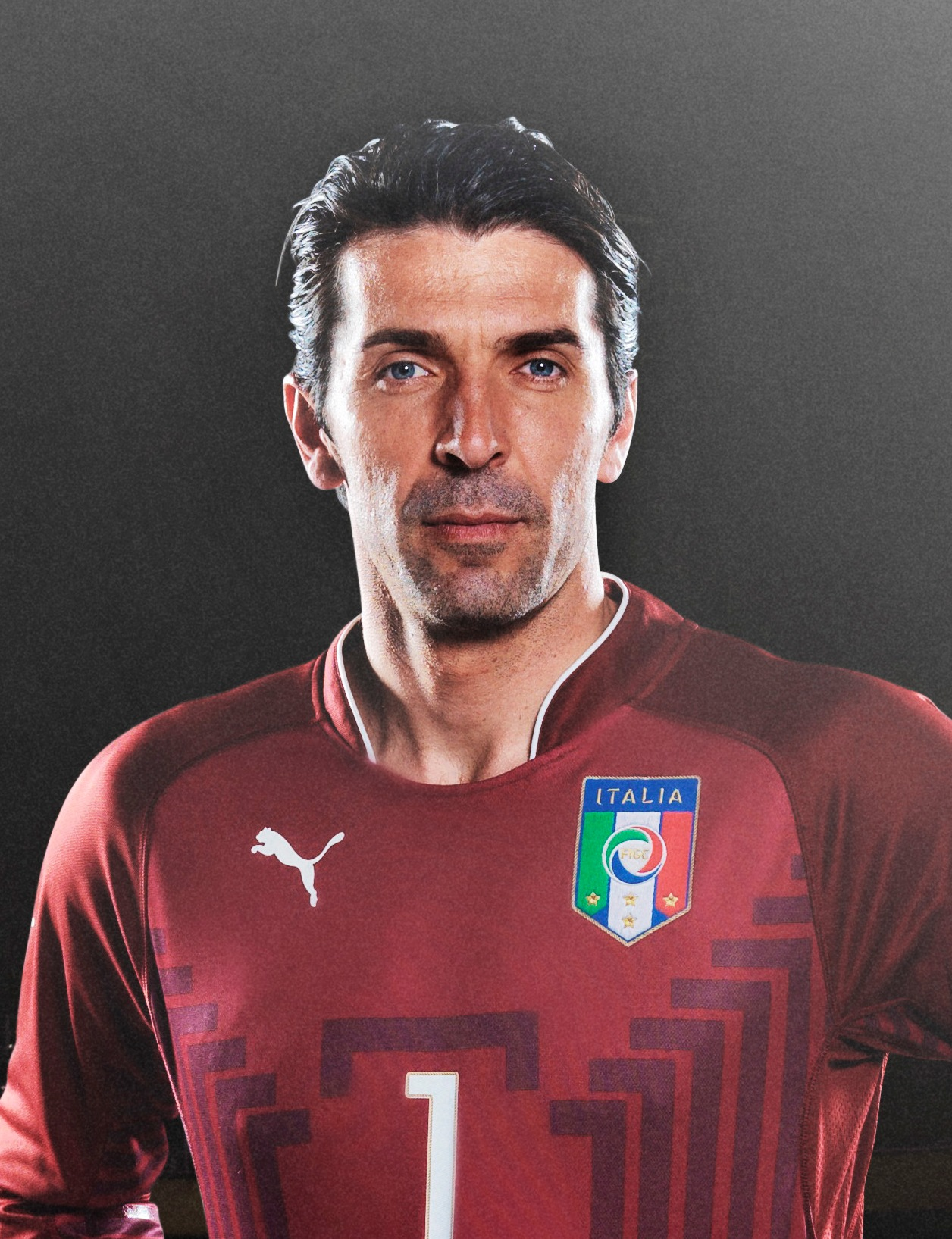
Gianluigi Buffon, con la divisa da portiere e il logo FIGC usato dal 2007 al 2017.

Nel 1999 si torna al tradizionale scudo tricolore sulle divise, utilizzato dal 1952 al 1982, mentre il logo federale del 1991 veniva mantenuto relegandolo al solo ambito istituzionale. Sulle maglie era nuovamente cucito lo scudetto tricolore sovrastato dalla scritta ITALIA, il tutto bordato in oro come lo stemma introdotto negli anni cinquanta, a cui vennero talvolta aggiunte, esternamente e al di sopra dell'insieme, le tre stelle dei mondiali vinti (in altri casi invece le stelle furono posizionate lontano dallo stemma, sulla manica destra). 
Con il passaggio da Kappa a Puma, nel 2003, come sponsor tecnico, lo stemma compare per la prima volta al centro della maglia (e non più a lato sinistro) e anche sui pantaloncini degli Azzurri.
Il logo ufficiale della Federcalcio tornò sulle maglie azzurre nel 2005, con una evoluzione del design: uno scudo di forma più squadrata con il tricolore su fondo azzurro, un segno circolare con all'interno la scritta FIGC, posizionato sul bianco, e le tre stelle dorate ognuna inserita in uno dei tre colori della bandiera italiana. La vittoria della nazionale di calcio dell'Italia al campionato del mondo 2006 porta ad un necessario restyling del logo sulle maglie, nel 2006, poiché le stelle ufficiali erano diventate quattro, come i titoli mondiali conquistati, e il segno circolare della scritta FIGC ebbe dimensioni maggiori rispetto al logo precedente, tanto da primeggiare al centro del tricolore.
A ottobre 2017 la FIGC introduce un nuovo logo unificato, che declina la classica foggia dello scudetto tricolore nella forma di uno scudo svizzero; il disegno del pallone con la dicitura FIGC si sposta a cavallo della fascia ricurva che "sottolinea" l'epigrafe ITALIA, mentre le stelle celebrative dei mondiali si collocano esternamente al di sopra dell'insieme. Il logo attuale è riportato, come stemma, sulle maglie della nazionale italiana dall'incontro del 6 ottobre 2017 con la Macedonia del Nord. Pur avendo adottato la Federcalcio un nuovo logo istituzionale nell'ottobre 2021, sulle maglie della nazionale è rimasto lo scudetto del 2017, fino a tutto il 2022. Il tutto nel solco di quanto già fatto da altre federazioni calcistiche, che hanno deciso di differenziare il logo tra l'istituzione e le rispettive rappresentative.
Il 2 gennaio 2023 viene presentato il nuovo scudetto sulle maglie azzurre, scudetto composto dal tricolore italiano, sormontato dalla scritta centrale FIGC, ai cui lati partono due strisce anch'esse dorate, il tutto sovrastato dall'epigrafe ITALIA in azzurro; e sempre in azzurro è anche il bordo dello scudetto e le quattro stelle esterne al di sopra dello stesso.

### Evoluzione
| Periodo   | Stemma  |
| --------- | ------- |
| 1910      | Nessuno |
| 1911-1927 |         |
| 1927-1943 |         |
| 1945      |         |
| 1946      | Nessuno |
| 1947-1952 |         |
| 1952-1982 |         |
| 1982-1983 |         |
| 1983-1984 |         |
| 1984-1991 |         |
| 1991-1999 |         |
| 1999-2005 |         |
| 2005-2006 |         |
| 2006-2017 |         |
| 2017-2022 |         |
| dal 2023  |         |

## Inno

### Inno ufficiale

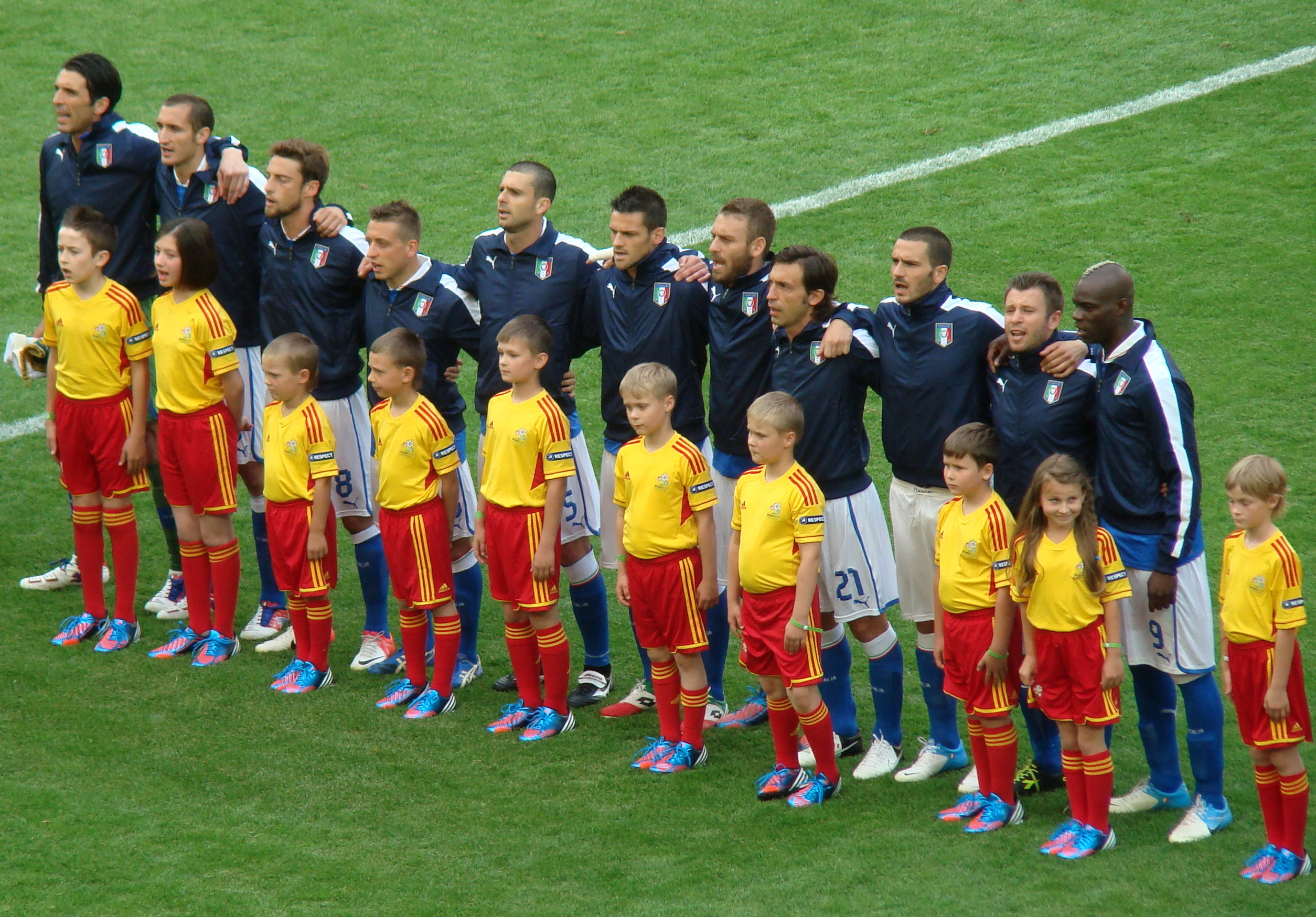
Gli Azzurri, in campo per la finale del campionato europeo di calcio 2012, durante l'esecuzione dell'inno italiano.

L'inno ufficiale della nazionale di calcio dell'Italia è Il Canto degli Italiani (conosciuto anche come Fratelli d'Italia, Inno di Mameli o Canto nazionale), inno nazionale della Repubblica Italiana, che viene suonato prima di ogni incontro degli Azzurri. È un canto risorgimentale scritto da Goffredo Mameli e musicato da Michele Novaro nel 1847, e il testo si compone di sei strofe e un ritornello, che si alterna alle stesse. È musicato in tempo di 4/4 nella tonalità di si bemolle maggiore. Prima degli incontri della nazionale di calcio, vengono eseguite l'introduzione, la strofa, una ripetizione della strofa e il ritornello; solitamente nella versione strumentale.
Dal 1910 al 1945 l'inno della nazionale di calcio fu la Marcia reale d'ordinanza, composta come marcia da parata nel 1831 o nel 1834 dal torinese Giuseppe Gabetti e inno nazionale del Regno d'Italia. Dal secondo dopoguerra subentrò l'inno attuale, Il Canto degli Italiani, risuonato sempre, salvo in una sola occasione: il 6 maggio 1959 l'Italia affrontò per la prima volta l'Inghilterra allo stadio di Wembley; gli inglesi per errore suonarono la Marcia reale d'ordinanza, che da tredici anni non era più l'inno ufficiale. Dopo l'incontro, in un ricevimento alla presenza della regina Elisabetta II, gli inglesi porsero le scuse ufficiali all'ambasciatore italiano nel Regno Unito.
Di seguito la cronologia degli inni ufficiali della nazionale italiana:
| Periodo   | Inno                     | Audio |
| --------- | ------------------------ | ----- |
| 1910-1945 | Marcia reale d'ordinanza |       |
| 1946-oggi | Il Canto degli Italiani  |       |

### Inni celebrativi
Nel corso degli anni sono stati commissionati dalla FIGC vari inni celebrativi della Nazionale maschile di calcio. Il primo inno, commissionato nel 1997 in occasione del centenario della Federcalcio, venne scritto dal cantautore Claudio Baglioni, che compose il brano Da me a te, presentato allo Stadio Ennio Tardini di Parma il 22 aprile 1998 in concomitanza dell'amichevole Italia-Paraguay. Il brano nato dall'idea dello stesso cantautore di raccontare «la storia della nazionale come storia di un Paese: errori e meriti, ferite e gioie, sconfitte e vittorie», nel testo ripercorre proprio il lato umano ed emotivo dell'epopea sportiva degli Azzurri, dalle imprese degli allora tre mondiali vinti alle disfatte di competizioni internazionali disputate in modo anonimo; un modo di porsi esplicitato già nell'incipit: «C'erano altri come noi / le storie della storia / di polvere e di gloria / uomini come noi».
Un nuovo inno celebrativo venne realizzato nel 2006 dal gruppo musicale dei Pooh, dal titolo Cuore azzurro, che accompagnò la rappresentativa nazionale nel corso del campionato mondiale 2006, vinto proprio dall'Italia. I proventi ricavati vennero devoluti interamente in beneficenza per il recupero dei bambini soldato della Sierra Leone. In Cuore Azzurro le musiche sono firmate da Roby Facchinetti, Dodi Battaglia e Red Canzian ed il testo da Valerio Negrini e Stefano D'Orazio; il brano è stato anche interpretato da tutti i calciatori della spedizione azzurra al mondiale del 2006.
L'ultimo inno celebrativo della nazionale italiana è, dal 2014, il brano Un amore così grande 2014 ricantato dal gruppo musicale dei Negramaro, la cui versione originale è stata interpretata nel 1976 da Mario Del Monaco e nel 1984 da Claudio Villa. La cover dei Negramaro è stata anche pubblicata come singolo su iTunes e il ricavato delle vendite è stato devoluto in beneficenza alle società ONLUS AISM e AISLA per sostenere le loro ricerche scientifiche contro la sclerosi.
Di seguito la cronologia degli inni celebrativi della nazionale italiana:
| Anno | Inno                      | Autore           |
| ---- | ------------------------- | ---------------- |
| 1997 | Da me a te                | Claudio Baglioni |
| 2006 | Cuore azzurro             | Pooh             |
| 2014 | Un amore così grande 2014 | Negramaro        |

### Identità sonora
Dal 2 gennaio 2023, in occasione del lancio del nuovo scudetto sulle maglie azzurre, è stata presentata anche la nuova "identità sonora", creata da Inarea Identity Design e composta dal logo sonoro e dal tema musicale, che vengono riprodotti su ogni mezzo di comunicazione, fisico e digitale, oltre ad accompagnare l'ingresso in campo della nazionale di calcio dell'Italia. Il logo sonoro del nuovo scudetto dura tre secondi ed è composto da due semplici note allo scopo di creare un carattere fortemente emozionale, mentre il tema musicale da cui deriva, intitolato Azzurri, è stato composto e prodotto da Enrico Giaretta e Maurizio D'Aniello con la voce della soprano Susanna Rigacci, la quale ha collaborato in passato con Ennio Morricone.

## Bandiera

La bandiera ufficiale della nazionale di calcio dell'Italia.

La nazionale mentre festeggia la conquista del primo mondiale, sventolando la bandiera ufficiale del Regno d'Italia.

La bandiera ufficiale della nazionale di calcio dell'Italia è la bandiera d'Italia, conosciuta anche per antonomasia come il Tricolore, vessillo nazionale della Repubblica Italiana. 
È una bandiera composta da tre colori, partendo dall'asta: verde, bianco e rosso, colori nazionali dell'Italia, a tre bande verticali di eguali dimensioni, così definita dall'articolo 12 della Costituzione della Repubblica Italiana, pubblicata sulla Gazzetta Ufficiale nº 298 edizione straordinaria, del 27 dicembre 1947.
Solitamente, in concomitanza con le fasi finali del campionato mondiale o dell'europeo nelle quali la nazionale di calcio dell'Italia è tra le partecipanti all'evento, in molti balconi o terrazze delle abitazioni italiane si assiste all'esposizione della Bandiera d'Italia; cosa che avviene anche nei quartieri delle metropoli estere in cui vi è una forte immigrazione italiana.
In precedenza, dal 1910 al 1945, la bandiera della nazionale di calcio fu quella ufficiale del Regno d'Italia, utilizzata fin dalla nascita del regno nel 1861 ma adottata come tale nel 1923. La bandiera era composta da un tricolore identico a quello attuale, con l'aggiunta dello stemma di Casa Savoia al centro della banda bianca.
Di seguito la cronologia delle bandiere ufficiali della nazionale di calcio dell'Italia:
| Periodo   | Nome                               | Immagine |
| --------- | ---------------------------------- | -------- |
| 1910-1945 | Bandiera del Regno d'Italia        |          |
| 1946-oggi | Bandiera della Repubblica Italiana |          |

## Mascotte
L'attuale mascotte degli Azzurri è Oscar, un antropomorfo cucciolo di Cane da pastore maremmano abruzzese, che indossa una divisa casalinga della nazionale italiana e un paio di scarpe da calcio, tenendo con una zampa un pallone da calcio e poggiando l'altra su di un fianco. La mascotte è stata realizzata nel 2021 dai bozzetti creati nel 2007 da Carlo Rambaldi, effettista e artista italiano scomparso nel 2012 e vincitore nella sua carriera di due premi Oscar ai migliori effetti speciali e di un Oscar Special Achievement Award. La scelta dell'immagine di un cane pastore maremmano-abruzzese avvenne poiché l'autore riteneva l'animale «dotato di grande coraggio, di capacità di decisione, tipicamente italiano e la sua storia è intimamente legata alla storia millenaria della nostra terra e delle sue genti, adatto a rappresentare lo sport più bello del mondo, le passioni che suscita e l'italianità».
In precedenza vi era già stata una mascotte della nazionale. Agli inizi degli anni 2000 era stato creato "Italo", un leone antropomorfo creato dalla Trudi, azienda friulana leader mondiale nella produzione di giocattoli in pelouche. Italo, che indossava anche lui una divisa "home" dell'Italia, presentando il naso di colore azzurro e la criniera con il pelo tricolore verde, bianco e rosso, accompagnò successivamente gli Azzurri negli stadi teatro degli impegni casalinghi.

## Soprannomi
L'unico soprannome riconosciuto e utilizzato per la nazionale di calcio dell'Italia è "gli Azzurri", chiaramente riferito al colore della squadra, appellativo peraltro di tutte le rappresentative sportive italiane. Il soprannome viene poi modificato in "Azzurre" per la nazionale di calcio femminile e in "Azzurrini" per le rappresentative giovanili.

### Esplicative
1. ↑  Modificata dopo l'inserimento del nuovo logo della FIGC quale stemma.
2. 1 2  Modificata dopo la creazione del FIFA Champions Badge, che contraddistingue i "campioni del mondo".
3. ↑  Indossata solamente nella FIFA Confederations Cup 2009.
4. ↑  Reindossata dopo la FIFA Confederations Cup 2009.
5. ↑  Modificata dopo il campionato del mondo 2010, per l'assenza del FIFA Champions Badge, in quanto non riconfermato il titolo di "campione del mondo".
6. ↑  Indossata solamente nella FIFA Confederations Cup 2013.
7. ↑  Reindossata dopo la FIFA Confederations Cup 2013.
8. ↑  Indossata solamente nei due incontri della fase finale della UEFA Nations League 2020-2021.
9. 1 2  Modificata dopo la vittoria del campionato d'Europa 2020, per l'inserimento della patch di "campioni d'Europa".
10. ↑  Divisa mai utilizzata.
11. ↑  Modificata dopo il campionato del mondo 2010, per l'assenza del FIFA Champions Badge, in quanto non fu riconfermato il titolo di "campione del mondo".
12. ↑  Il Vocabolario Treccani utilizza indifferentemente sia la "T" maiuscola che la "t" minuscola. Cfr. il lemma "tricolóre" su "treccani.it".
13. ↑  La terminologia utilizzata nel testo costituzionale è araldicamente impropria: la "banda", per definizione, è quel tipo di partizione che divide la bandiera diagonalmente. La definizione corretta sarebbe dovuta essere "interzata in palo". Cfr. manuale ragionato di araldica su "manuali.lamoneta.it".

### Bibliografiche
1. ↑  Grossmann.
2. 1 2 3 4 5 6 7 8 9 10 11   https://www.retrofootball.it/retroblog/storia-della-maglia-da-calcio-Italiana/, su retrofootball.it.
3. 1 2  Marchesini, p. 317.
4. ↑   Antonio Socci, Quando la Madonna indossò il Tricolore..., in Libero, 13 febbraio 2011.
5. ↑   Luigi Atzori, Azzurri - Origine del colore della Nazionale, su aserramanna.it, 29 luglio 2012.
6. ↑  «Scrive Luigi Cibrario, storico della monarchia: "Quell'azzurro con l'immagine di Nostra Signora, in campo seminato di stelle d'oro, quel colore di cielo consacrato a Maria, simbolo del nostro colore nazionale"», cfr. Cibrario
7. 1 2  Chiesa, p. 44.
8. 1 2  Melegari, La Rocca, I Leoni di Vercelli, p. 70.
9. 1 2   Bianca, nera, azzurra: la maglia della Nazionale nella storia, su figc.it.
10. ↑  Chiesa, p. 41.
11. 1 2 3 4 5   APPROFONDIMENTO, su archeome.it.
12. 1 2 3 4 5 6 7 8 9 10 11 12 13 14 15 16 17 18 19 20 21 22 23 24 25 26   La maglia azzurra nei suoi 110 anni di storia: tutte le divise dell'Italia, su passionemaglie.it.
13. 1 2   La storia della nazionale italiana di calcio (1910-1919), su calcioantico.altervista.org.
14. 1 2 3   La nazionale di calcio italiana maschile., su alamy.com. URL consultato il 18 marzo 2022 (archiviato dall'url originale il 3 novembre 2021).
15. 1 2   Seconda Pelle: la Maglia Azzurra, su numerosette.eu.
16. 1 2 3 4 5 6 7 8 9 10 11   La storia del logo, su figc.it. URL consultato il 18 marzo 2022 (archiviato dall'url originale il 18 gennaio 2022).
17. 1 2  (EN) FIGC, | FIGC, su Federazione Italiana Giuoco Calcio, 7 ottobre 2019. URL consultato il 1º marzo 2023.
18. 1 2 3 4 5   MAGLIE CALCIO / ITALIA / ITALIA ANNI '50, su collezionecalcio.it.
19. 1 2 3   AMEDEO CATTANI - 1950 MAGLIA NAZIONALE LUTTO POST-SUPERGA, su gianfrancoronchi.net.
20. 1 2 3 4 5 6 7 8 9 10 11 12 13 14 15 16 17 18 19 20 21   Azzurro mondiale: tutte le maglie dell'Italia dal '34 a oggi, su sport.sky.it. URL consultato il 18 marzo 2022 (archiviato dall'url originale il 24 settembre 2021).
21. 1 2   Maglia n°16 della Nazionale di Miguel Montuori, indossata in occasione della partita di Qualificazione ai Mondiali 1958, Portogallo-Italia del 26 maggio 1957. Terminata 3-0 per il Portogallo con reti di Vasques, Teixeira e Matateu., su figc.it.
22. ↑   Maglia n°3 di Sergio Castelletti. Indossata in occasione della partita di Coppa Internazionale 1958-59 Italia-Cecoslovacchia, giocata a Genova il 13 dicembre 1958 e terminata con il risultato di 1-1., su figc.it.
23. 1 2 3 4 5 6 7 8 9   MAGLIE CALCIO / ITALIA / ITALIA ANNI '60, su collezionecalcio.it.
24. 1 2 3 4 5 6 7 8 9 10 11 12 13 14 15 16 17 18 19   Italia, tutte le maglie della Nazionale agli Europei, su sport.sky.it.
25. 1 2 3 4 5 6 7   MAGLIE CALCIO / ITALIA / ITALIA ANNI '70, su collezionecalcio.it.
26. 1 2 3 4 5 6 7   La timeline della storia estetica della nazionale azzurra, su nssmag.com.
27. ↑   MAGLIA HOME ITALIA N2 1970, su LE 7 SORELLE. URL consultato il 20 agosto 2022.
28. 1 2   Mondiale 2018, storia degli sponsor di maglia nel calcio dal 1930, su amalamaglia.it.
29. 1 2 3 4 5 6 7 8 9 10 11   MAGLIE CALCIO / ITALIA / ITALIA ANNI '80, su collezionecalcio.it.
30. 1 2   Che fine ha fatto Ennerre?, su nssmag.com.
31. ↑   AZZURRI VESTITI DIADORA, su ricerca.repubblica.it.
32. 1 2 3  (EN) Italy kits World Cup 1986, su kirefootballkits.blogspot.com.
33. 1 2 3  (EN) What inspired 1995 Italy's football jersey?, su nssmag.com.
34. 1 2 3 4  (EN) Italy Kits Euro 1996, su kirefootballkits.blogspot.com.
35. 1 2 3 4  (EN) Italy kits World Cup 1998 France, su switchimageproject.blogspot.com.
36. 1 2 3 4  (EN) Italy (Home 1999), su soccerjerseyworld.wordpress.com.
37. 1 2 3 4 5 6  (EN) Italy 2000-2002 team kits, su switchimageproject.blogspot.com.
38. 1 2 3   2002, su footballcollection.com.br.
39. 1 2  (EN) Italy (Home 2003), su soccerjerseyworld.wordpress.com.
40. 1 2 3 4 5   2004, su footballcollection.com.br.
41. 1 2 3  (EN) Italy World Cup 2006 kits, su switchimageproject.blogspot.com.
42. ↑   Italia, ecco la maglia per gli Europei, su quotidiano.net.
43. 1 2  (EN) Italy national UEFA Euro 2008 team kits (Home), su switchimageproject.blogspot.com.
44. ↑  (EN) First "FIFA World Champions Badge" presented to Italy, su fifa.com. URL consultato il 18 marzo 2022 (archiviato dall'url originale il 22 dicembre 2019).
45. 1 2  (EN) Italy FIFA Confederations Cup 2009 kits, su switchimageproject.blogspot.com.
46. 1 2   https://www.forzaroma.info/news-calcio/lunedi-presentazione-della-nuova-maglia-dellitalia-per-gli-europei-2012-56868/, su forzaroma.info.
47. 1 2 3   Ecco la nuova maglia della Nazionale: contro la Macedonia la indosserà Buffon, su calcioefinanza.it.
48. 1 2 3 4 5   Italia, la nuova maglia della Nazionale 2020-2021. FOTO, su sport.sky.it.
49. 1 2 3   Italia, svelata la patch da Campioni d'Europa sulla maglia, su calcioefinanza.it.
50. 1 2 3 4   Nations League, Italia contro la Spagna in campo con la maglia più leggera di sempre, su sport.sky.it.
51. 1 2   L'Italia a scacchi, ecco la nuova maglia della Nazionale, su repubblica.it.
52. 1 2   15 maggio 1910: la prima partita della Nazionale di calcio italiana, su ghigliottina.info.
53. ↑   L'azzurro della Nazionale con i calciatori della Pro Vercelli, su lasesia.vercelli.it.
54. ↑   Calcio, l'Italia "scopre" un altro allenatore degli Azzurri: William Garbutt, su lanazione.it.
55. 1 2   "Azzurro che valore" tra sport e memoria, su giornalistitalia.it.
56. 1 2   Torino, 31 gennaio 1915, Italia - Svizzera 3-1, su glieroidelcalcio.com.
57. 1 2   Cento anni dalle Olimpiadi di Anversa 1920 che coronavano Rinaldo Roggero primo calciatore del Savona a vestire la maglia azzurra in Nazionale, su ecodisavona.it. URL consultato il 18 marzo 2022 (archiviato dall'url originale il 17 ottobre 2021).
58. 1 2   La storia della nazionale italiana di calcio (1919-1926), su calcioantico.altervista.org.
59. ↑   1934, su footballcollection.com.br.  1935, su footballcollection.com.br.  1938, su footballcollection.com.br.
60. 1 2 3 4 5 6 7 8 9 10 11 12 13 14 15 16 17 18   La Nazionale con Aldo Ballarin e alcuni giocatori del GRANDE TORINO dal 1942 al 1949, su museoballarinchioggia.it.
61. ↑   Maglia n°11 di Riccardo Carapellese della Nazionale italiana. Indossata il 14 dicembre 1947 nella partita Italia-Cecoslovacchia., su figc.it.
62. ↑  (EN) FIGC, FIGC, su Federazione Italiana Giuoco Calcio, 7 ottobre 2019. URL consultato il 20 agosto 2022.
63. ↑   1949, su footballcollection.com.br.
64. ↑   CARLO PAROLA - 1950 MAGLIA NAZIONALE MONDIALI BRASILE, su gianfrancoronchi.net.
65. ↑   Maglia n°9 di Amedeo Amadei - 1951, su figc.it.
66. 1 2 3   1954, su footballcollection.com.br.
67. ↑   aronchi, Gino Cappello - 1954 Maglia Nazionale Calcio | Nazionale, su Il Museo di Pignaca. URL consultato il 20 agosto 2022.
68. ↑   Maglia numero 8 della Nazionale di Fulvio Nesti con la quale ha giocato l'amichevole Francia-Italia dell'11 aprile 1954, giocata a Colombes (Parigi) e terminata con la vittoria dell'Italia per 3-1., su figc.it.
69. ↑   1958, su footballcollection.com.br.
70. ↑   Aste Bolaffi, Lotto 203 | Aste Bolaffi, su www.astebolaffi.it. URL consultato il 23 gennaio 2023.
71. ↑   1960 La Nazionale, su pinterest.it.  Photo From: La Nazionale Italiana, 1978 (Italy squad, June 15, 1961, Italy 4-Argentina 1), su pinterest.it.
72. ↑   1962, su footballcollection.com.br.
73. ↑   1963 CALCIO NAZIONALE ITALIA-BRASILE 3-0 La festa degli azzurri - Foto 24x18, su picclick.it.
74. ↑   1964 La Nazionale, su pinterest.it.
75. ↑   La Nazionale Italiana nel 1965. Orlando, Albertosi, Salvatore, Bercellino, Orlando, Barison. Accosciati: Bulgarelli, Fogli, Robotti, Lodetti, Mora, Micelli, su pinterest.it.  1966, su footballcollection.com.br.
76. 1 2   1966, su footballcollection.com.br.
77. ↑   Italia anni '60, su www.collezionecalcio.it. URL consultato il 19 agosto 2022.
78. ↑   1967, su footballcollection.com.br.  1968, su footballcollection.com.br.
79. ↑   1968, su footballcollection.com.br.
80. ↑   le7sorelle.it,  https://www.le7sorelle.it/it/collezione-privata/1364-9972-MAGLIA-HOME-ITALIA-N2-1970.html#/205-taglia-l.
81. 1 2  (EN) Italy World Cup 74 kits, su switchimageproject.blogspot.com.
82. ↑   1982, su footballcollection.com.br.  1983, su footballcollection.com.br.
83. ↑   1983, su footballcollection.com.br.  1984, su footballcollection.com.br.
84. 1 2 3   MAGLIE CALCIO / ITALIA / ITALIA ANNI '80-'90, su collezionecalcio.it.
85. 1 2   2008, su footballcollection.com.br.  2009, su footballcollection.com.br.
86. ↑   2009, su footballcollection.com.br.
87. 1 2   2010, su footballcollection.com.br.
88. ↑   2010, su footballcollection.com.br.  2012, su footballcollection.com.br.
89. 1 2   2013, su footballcollection.com.br.
90. ↑  (EN) Italy Home Kit 2014 World Cup - Youth, su mmsports.com.
91. ↑  (EN) Italy Euro 2016 Home Kit, su sportslens.com.
92. 1 2 3 4   Maglia nera di Amedeo Biavati - Coppa del Mondo di Francia del 1938, su figc.it.
93. ↑   Maglia nera Nazionale 1935, su gianfrancoronchi.net.
94. ↑   Maglia nera Nazionale 1935 (formazione dell'Italia schierata e altri momenti dell'incontro), su gianfrancoronchi.net.
95. ↑  Melegari, La Rocca, La Nazionale e il trionfo olimpico, p. 75.
96. ↑  Marchesini, p. 319.
97. ↑   Francia 1938, l'Italia fa il bis a Parigi, in Adnkronos. URL consultato il 18 marzo 2022 (archiviato dall'url originale il 30 giugno 2015).
98. 1 2   Maglia n°5 della Nazionale indossata da Francesco Rosetta in occasione dell'amichevole tra Italia e Francia giocata a Bologna il 15 febbraio 1956, su figc.it.
99. 1 2  (EN) Italy 1995 Away Shirt, su footunijapan.com.
100. 1 2 3   MAGLIE CALCIO / ITALIA / ITALIA ANNI '90-2000, su collezionecalcio.it.
101. 1 2 3  (EN) Italy WC 2006 Away kits, su switchimageproject.blogspot.com.
102. 1 2  (EN) Team Italy jersey 2008/09 away version., su switchimageproject.blogspot.com.
103. 1 2  (EN) Italy Euro 2016 Away Kit Released, su footyheadlines.com.
104. 1 2   THESSA E LA MAGLIA AWAY DELL'ITALIA 2016, su footballnerds.it.
105. 1 2   Com'è la nuova maglia away della Nazionale italiana, su rivistaundici.com.
106. 1 2   PUMA SVELA LA MAGLIA AWAY DELL'ITALIA PER EURO 2020, su footballnerds.it.
107. ↑  Ecco la seconda maglia dell'Italia, omaggio al Tricolore e alla storia della Nazionale di calcio
108. ↑   italia1910.com,  http://www.italia1910.com/partita.asp?idpartita=180.
109. ↑   aronchi, Egisto Pandolfini Mondiali 1954 Maglia bianca Nazionale Italiana | Nazionale, su Il Museo di Pignaca. URL consultato il 19 agosto 2022.
110. ↑   aronchi, Gino Pivatelli - 1954 Maglia Nazionale | Nazionale, su Il Museo di Pignaca. URL consultato il 19 agosto 2022.
111. ↑   aronchi, Giacomo Bulgarelli - Maglia esordio in azzurro, mondiali CILE 1962 partita vs Svizzera | Nazionale, su Il Museo di Pignaca. URL consultato il 20 agosto 2022.
112. ↑   1972, su footballcollection.com.br.  1973, su footballcollection.com.br.  1974, su footballcollection.com.br.
113. ↑   1975, su footballcollection.com.br.  1978, su footballcollection.com.br.
114. ↑  (EN) 1999/00 Italy Away Football Shirt (L), su classic11.com.
115. ↑  (EN) 1999/00 Away Player Shirt #9 Filippo Inzaghi (JPG), su stevensfootballshirts.net.
116. ↑   Maglia da trasferta maglia di calcio 2003 - 2004, su oldfootballshirts.com.
117. ↑  (EN) Italy Euro 2012 away kit, su flickr.com.
118. ↑  (EN) Italy World Cup 2014 Puma Away Football Kit, su footballshirtculture.com.
119. ↑   PUMA SVELA LA NUOVA MAGLIA AWAY DELLA NAZIONALE, su footballnerds.it.
120. ↑   Italia, le origini della maglia verde: nel 1954 avviò un ciclo fallimentare..., su calciomercato.com.
121. ↑   https://twitter.com/sp1873/status/1133946424297525248, su Twitter. URL consultato il 1º aprile 2023.
122. ↑   Sp1873, Soccer Nostalgia: Compendium to Preparations of Italy for 1990 World Cup-part five (Spring 1990), su Soccer Nostalgia, 13 aprile 2020. URL consultato il 1º aprile 2023.
123. ↑   Pessimo esordio per Lippi, Italia sconfitta in Islanda, su repubblica.it, 18 agosto 2004. URL consultato il 15 giugno 2014.
124. ↑   MAGLIE CALCIO / ITALIA / ITALIA ANNI 2000 / 1, su collezionecalcio.it.
125. ↑   Matteo Perri, Rinascimento Kit, la terza maglia verde dell'Italia 2020-2021, su soccerstyle24.it, 7 ottobre 2019. URL consultato il 18 marzo 2022 (archiviato dall'url originale il 3 aprile 2020).
126. ↑   PUMA, LA MAGLIA RINASCIMENTO DELL'ITALIA È VERDE, su footballnerds.it.
127. ↑   aronchi, Gino Pivatelli 1954 - Maglia Verde Nazionale Giovanile | Nazionale, su Il Museo di Pignaca. URL consultato il 20 agosto 2022.
128. ↑   2019, su footballcollection.com.br.
129. 1 2 3   La maglia Puma dell'Italia in edizione limitata per celebrare i 30 anni dal mondiale 1982, su passionemaglie.it.
130. ↑   2012, su footballcollection.com.br.
131. ↑   Calcio/Football Cartolina squadra NAZIONALE ITALIANA 1925 con BALONCIERI orig., su picclick.it.
132. ↑   Accadde Oggi, su ilcorrieredelpallone.it.
133. ↑   Italia-Portogallo 6-1 anno 1929, su cinghialecasale.blogspot.com.
134. ↑   La nazionale italiana mentre fa il saluto fascista in occasione dell'incontro di calcio tra l'Italia e la Spagna allo Stadio Littoriale di Bologna, su patrimonio.archivioluce.com.
135. ↑   10 giugno 1934: l’Italia vince la sua prima Coppa del Mondo di calcio, su ghigliottina.info.
136. ↑   15 agosto 1936, l’Italia di Pozzo vince le Olimpiadi di Berlino: protagonista un calciatore con gli occhiali, su calcioweb.eu.
137. ↑   1992-93 Italy Match Issue Signed Goalkeeper Shirt #12, su vintagefootballshirts.com.
138. ↑   Ac Milan, su pinterest.it.
139. ↑   Le maglie Nike dell'Italia (1995, 1996, 1997 e 1998), su ilbazardelcalcio.com.
140. ↑   ANGELO PERUZZI ITALIA & Juventus FC 11 Ottobre 1997, su alamy.it.
141. ↑   GIANLUCA PAGLIUCA ITALIA 11 Giugno 1998, su alamy.it.
142. ↑   GIANLUIGI BUFFON ITALIE & PARMA 29 Mars 2000, su alamyimages.fr.
143. ↑   GIANLUIGI BUFFON ITALIE & PARMA STADE DEL ALPI TURIN ITALIE 15 Novembre 2000, su alamyimages.fr.
144. ↑   Gianluigi BUFFON, su sporting-heroes.net.
145. ↑   Maglia Buffon preparata Finlandia-Italia 2003, su charitystars.com.
146. ↑   Gianluigi BUFFON, su sporting-heroes.net.
147. 1 2 3   Maglie Italia Mondiali 2014 Puma, azzurro e bianco con il tricolore (JPG), su passionemaglie.it.
148. ↑   Gianluigi Buffon Photostream, su pinterest.it.
149. 1 2 3   Exclusive: Italy 2018 Goalkeeper Home, Away & Third Kits Leaked, su footyheadlines.com.
150. 1 2 3 4 5   Italy Euro 2020 Goalkeeper Home, Away & Third Kits Leaked, su footyheadlines.com.
151. ↑   Italy Euro 2020 Keeper Final Kits, su switchimageproject.blogspot.com.
152. ↑   PUMA ITALY FIGC HOME GOALKEEPER RED 2022-23 STADIUM JERSEY, su my-soccer.com.
153. ↑   Quando l’Italia in maglia nera affrontò la Francia ai Mondiali del 1938), su calcio.fanpage.it.
154. ↑   Walter Zenga #1 (Italy vs USSR, ECQ 1992, 12 Oct 1991), su azzurrihk.blogspot.com.
155. ↑   GIANLUCA PAGLIUCA ITALIA 22 Luglio 1994, su alamy.it.
156. ↑   Italian footballer, su sporting-heroes.net.
157. ↑   Maglia Buffon Italia, preparata Mondiale 2002 - Autografata, su charitystars.com.
158. ↑   IBRAHIMOVIC CONTRO BUFFON E QUEL SUO (UNICO) GOL DI TACCO AGLI EUROPEI, su eurosport.it.
159. ↑   Buffon in tears after Italy's Euro 2016 exit to Germany, su sportingnews.com.
160. ↑   Italy Euro 2020 Keeper Away Kits, su switchimageproject.blogspot.com.
161. ↑   Maglia Di Nazionale Italia 1998-1999 Portiere Outlet [collegamento interrotto], su magliettecalcioitalia.com.
162. ↑   Euro 2016 Stock Photos and Pictures, su pinterest.com.au.
163. ↑   Italy's team pose for official picture before their training session at the Coverciano Stadium near Florence May 27, 2004. Front top (L to R) Stefano Fiore,Cristano Panucci, Marco Materazzi,Alessandro Nesta,Christian Vieri, Bernardo Corradi, Matteo Ferrari, Massimo Oddo, Gennaro rino Gattuso. Center (L to R) Gianluca Zambrotta,Mauro German Camonaresi, Simone Perrotta, Fausto Rossi, Giovanni Trapattoni, Adriano Bardin, Giuseppe Favalli, Cristiano Zanetti. Down (L to R) Andrea Pirlo, Antonio Cassano, Francesco Totti, Francesco Toldo, Gianluigi Buffon, Angelo Peruzzi, Alessandro Del Piero, Fabio [collegamento interrotto], su alamy.es.
164. ↑   Donnarumma's Match Shirt, Israel-Italy 2016 + Bib, su charitystars.com.
165. 1 2 3   Buffon in maglia azzurra con la Nazionale: prima volta nella storia, su goal.com.
166. ↑   La FIGC e gli Azzurri commemorano le vittime dell'Heysel a 30 anni dalla tragedia, su figc.it, 12 novembre 2015. URL consultato il 13 novembre 2015 (archiviato il 14 novembre 2015).
167. 1 2 3 4 5   Ritirata la maglia numero 39 della Nazionale. Cerimonia a Bruxelles, su teletruria.it.
168. ↑   panorama.it,  https://www.panorama.it/sport/tavecchio-heysel-juventus-ritirata-maglia-39-italia-nazionale.
169. ↑   Maglia n°39 dedicata alle 39 vittime dello Stadio Heysel da Carlo Tavecchio. Il n. 39 è stato poi ritirato, su richiesta dei parenti delle vittime, dalla Nazionale Italiana., su figc.it.
170. ↑  Marchesini, p. 320.
171. ↑   Alessandro Castellani, Il marchio alle stelle, in Guerin Sportivo, nº 39 (508), Bologna, Conti Editore, 26 settembre – 2 ottobre 1984,  p. 44.
172. ↑   Nuovo logo per la FIGC: ecco come è cambiato lo stemma nella storia, su calcioefinanza.it, 30 ottobre 2017.
173. ↑   Nazionale italiana, la Figc si rifà il look: ufficializzato il nuovo logo, su calcioefinanza.it, 3 ottobre 2017.
174. ↑   Figc, presentato il nuovo logo. FOTO - Sky Sport, su sport.sky.it.
175. ↑   FIGC, IL NUOVO LOGO ISTITUZIONALE ISPIRATO AI PRIMI PALLONI DA CALCIO, su mam-e.it.
176. ↑   Come le Nazionali e le Federazioni stanno differenziando i loro stemmi, su nssmag.com.
177. ↑   La FIGC svela il nuovo stemma per le Nazionali, su calcioefinanza.it.
178. ↑   LEGGE 4 dicembre 2017, n. 181 - Gazzetta Ufficiale, su gazzettaufficiale.it, 15 dicembre 2017. URL consultato il 15 dicembre 2017.
179. 1 2   Il Canto degli Italiani, su storico.org. URL consultato il 5 marzo 2015.
180. ↑  Maiorino, p. 20.
181. ↑  Caravaglios, pp. 892-907.
182. ↑  Grondona, p. 51.
183. ↑   Quella prima volta azzurra a Wembley. Sei maggio 1959, l'Italia scopre il fascino dello stadio londinese tra emigranti impazziti e l'inno dei Savoia suonato per sbaglio. Uno storico pareggio nel ricordo di Sergio Brighenti, su tarantotea.com.
184. 1 2   Enrico Varriale, Da me a te, su www2.raisport.rai.it, 21 aprile 1998. URL consultato l'11 ottobre 2015 (archiviato dall'url originale il 22 novembre 2015).
185. ↑   L'INNO "CUORE AZZURRO" PER LA NAZIONALE ITALIANA CALCIO 2006, su pooh.it. URL consultato il 20 luglio 2021.
186. ↑   Negramaro: "Un amore così grande", il videoclip ufficiale, su velvetmusic.it, 15 aprile 2014. URL consultato il 16 aprile 2014 (archiviato dall'url originale il 1º dicembre 2016).
187. ↑   "Un Amore Così Grande 2014" per AISM e AISLA, su superando.it, 16 aprile 2014. URL consultato il 16 aprile 2014.
188. 1 2 3   Ecco il nuovo logo dell'Italia: la Figc rinnova lo scudetto. E c'è anche il "sound logo", su gazzetta.it.
189. ↑   AUDIO SOUND LOGO (WAV), su figc.it.
190. ↑   TEMA MUSICALE AZZURRI (WAV), su figc.it.
191. ↑   Perché esporre la bandiera dal terrazzo?, su vaggioblog.it.
192. ↑  Regio decreto n. 2072 del 24 settembre 1923, poi convertito in legge n. 2264 del 24 dicembre 1925 Archiviato l'11 agosto 2011 in Internet Archive..
193. 1 2 3 4   La Figc svela la nuova mascotte dell'Italia, su calcioefinanza.it.
194. ↑   "Così abbiamo scolpito in 3D la mascotte che ha portato fortuna alla Nazionale italiana", su lastampa.it.
195. ↑   Pino o Italo, il giallo della mascotte italiana, su repubblica.it.
196. 1 2 3 4 5   Mondiali: Italo, la mascotte degli azzurri Made in Friuli, su sport.repubblica.it.
197. 1 2   UN LEONE TRA GLI AZZURRI! È Italo, la mascotte della Nazionale italiana di calcio., su lobosco.com.
198. ↑   Spareggio Mondiale donne, Italia-Olanda 1-2: azzurre eliminate, su gazzetta.it, 27 novembre 2014. URL consultato il 24 maggio 2019.
199. ↑   Matteo Pinci, Under 21, beffa Italia in Inghilterra: azzurrini ko al 93', su repubblica.it, 10 novembre 2016.
200. ↑   Tutti i Soprannomi nel variegato mondo dello sport azzurro, su ilbosone.com.